# Biała Podlaska
Biała Podlaska ([ˈbʲawa pɔdˈlaska]ⓘ) é uma cidade com direitos de condado no leste da Polônia. Pertence à voivodia de Lublin. É a sede do condado de Biała e da comuna urbana de Biała Podlaska.
Biała Podlaska recebeu um foral de cidade antes de 1498. No final do século XVIII a cidade, pertencente a magnatas, situava-se no condado de Biała, no condado de Brześć Litewski da voivodia de Brześć Litewski na República das Duas Nações. Uma cidade privada da Polônia do Congresso, estava situada, em 1827, no condado de Biała Podlaska, voivodia de Biała Podlaska.
Estende-se por uma área de 49,4 km², com 56 498 habitantes, segundo o censo de 31 de dezembro de 2021, com uma densidade populacional de 1 143,7 hab./km².

## Localização
Na divisão físico-geográfica, Biała Podlaska está localizada na fronteira da Baixa Podláquia Meridional com a Polésia Ocidental. A fronteira dessas macrorregiões corre do lado esquerdo do rio Krzna ao longo de uma suave borda montanhosa da planície de Łuków, onde estava localizado o centro urbano. As partes do sul da cidade, com o vale do rio Krzna, estão na cordilheira Łomaska.
De acordo com dados de 31 de dezembro de 2021, a área da cidade é de 49,4 km² e é a maior entre as cidades da Podláquia Meridional.
Vários rios correm pela cidade, o maior deles é o Krzna — afluente esquerdo do rio Bug; os outros são o Klukowka e o Rudka.
Biała Podlaska está localizada na Polésia histórica, na antiga terra de Brześć, que fez parte da voivodia de Brześć Litewski nos anos de 1566–1795. Nos anos 1413–1514, a cidade estava localizada na voivodia de Troki. No século XVI, Biała Podlaska foi incorporada à Podláquia, e estava localizada na terra de Brest da voivodia da Podláquia.
De 1919 a 1939, pertenceu administrativamente à voivodia de Lublin. De 1946 a 1975, também fez parte da voivodia de Lublin. De 1975 a 1998, foi a capital da voivodia de Biała Podlaska.

## Toponímia
Anteriormente, a cidade era chamada Biała Radziwiłłowska ou Biała Książęca (em latim: Alba Ducalis). Nos mapas russos antigos no Museu de Moscou, está listado sob o nome de Biały.

## Brasão de armas de Biała Podlaska
O brasão de armas da cidade mostra a figura prateada (branca) do Arcanjo Miguel de armadura, com uma auréola dourada em um campo vermelho. Ele segura uma espada na mão direita e uma balança na esquerda, de pé sobre um dragão verde. A espada levantada. O dragão deitado de costas, encolhido defensivamente, com a boca aberta, com o rabo enrolado na perna direita de São Miguel.

## Recursos naturais

### Natureza

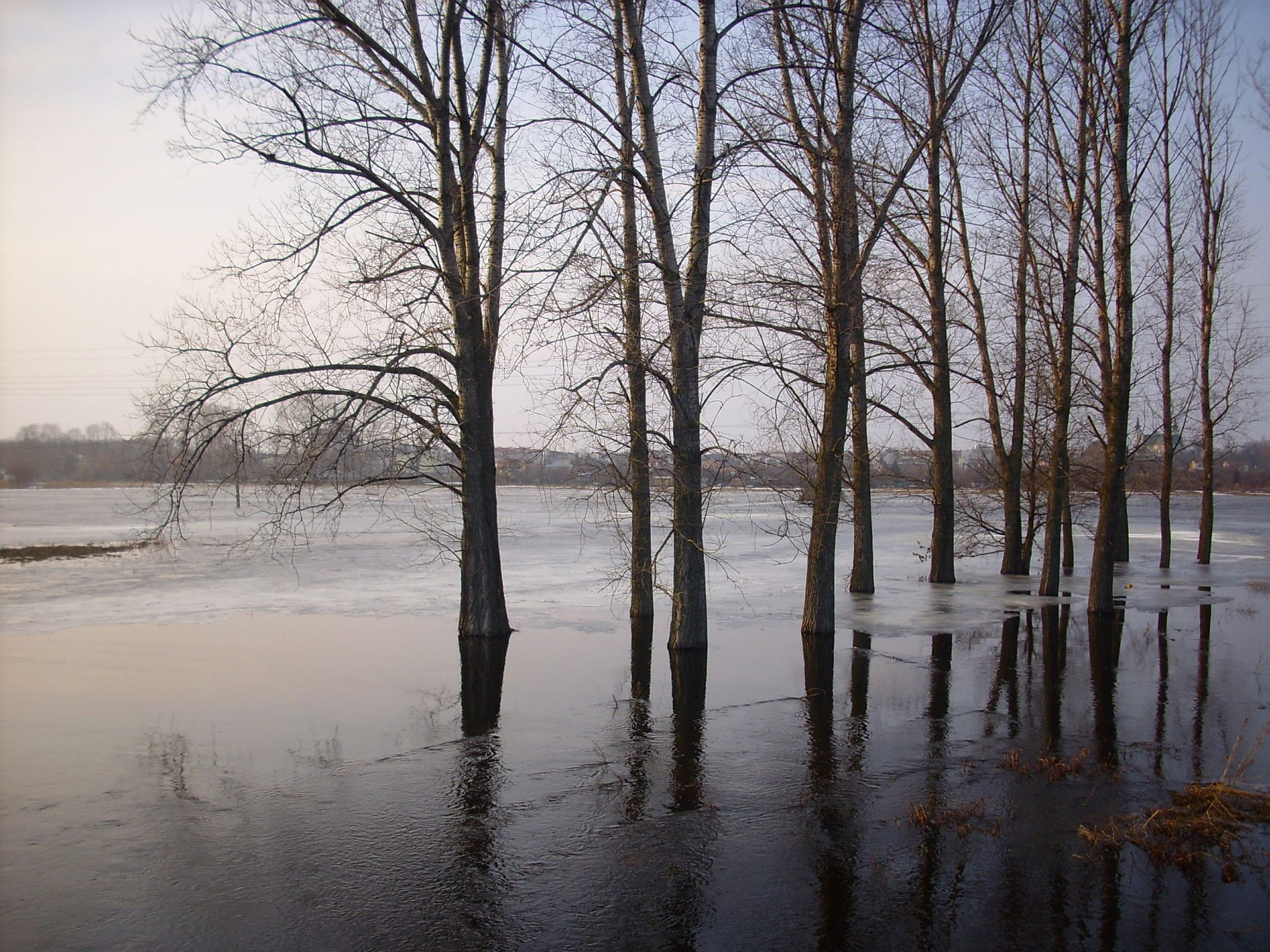
Nível de água alto do rio Krzna durante o degelo da primavera

O principal tipo de vegetação são as áreas de parque, representadas pelo Parque Radziwiłłowski localizado no centro da cidade e funcionando como um parque municipal, e o Parque da Floresta Zofia localizado na parte sul da cidade, entre as ruas Parkowa e Sidorska, bem como as áreas florestais — Floresta Markowszczyzna. Além disso, os complexos de hortas estão localizados no rio Krzna. Há monumentos naturais na cidade.

### Clima
Conforme a classificação climática de Köppen-Geiger, Biała Podlaska situa-se na zona Cfb − clima temperado oceânico. Na cidade de Biała Podlaska, a temperatura média anual é de 8,8° C. Nesta área, a precipitação média anual é de 688 mm. Está localizada no Hemisfério Norte. Os meses de verão são: junho, julho, agosto, setembro. O mês mais seco é fevereiro, com 40 mm de precipitação. O mês mais quente do ano é julho, com temperatura média de 20,1 °C. A temperatura média mais baixa do ano ocorre em janeiro e é de aproximadamente -2,8 °C.
A diferença de precipitação entre o mês mais seco e o mais úmido é de 46 mm. A variação de temperatura durante o ano é de 23,0 °C. O mês com a maior umidade relativa é novembro (85%). O mês com a menor umidade relativa é junho (65%). O mês com o maior número de dias de chuva é julho (10 dias). O mês com o menor número é fevereiro (7 dias).
| Dados climatológicos para Biała Podlaska | Dados climatológicos para Biała Podlaska | Dados climatológicos para Biała Podlaska | Dados climatológicos para Biała Podlaska | Dados climatológicos para Biała Podlaska | Dados climatológicos para Biała Podlaska | Dados climatológicos para Biała Podlaska | Dados climatológicos para Biała Podlaska | Dados climatológicos para Biała Podlaska | Dados climatológicos para Biała Podlaska | Dados climatológicos para Biała Podlaska | Dados climatológicos para Biała Podlaska | Dados climatológicos para Biała Podlaska | Dados climatológicos para Biała Podlaska |
| Mês | Jan                                      | Fev                                      | Mar                                      | Abr                                      | Mai                                      | Jun                                      | Jul                                      | Ago                                      | Set                                      | Out                                      | Nov                                      | Dez                                      | Ano                                      |
| --- | ---------------------------------------- | ---------------------------------------- | ---------------------------------------- | ---------------------------------------- | ---------------------------------------- | ---------------------------------------- | ---------------------------------------- | ---------------------------------------- | ---------------------------------------- | ---------------------------------------- | ---------------------------------------- | ---------------------------------------- | ---------------------------------------- |
| Temperatura máxima média (°C) | −0,7                                     | 1,0                                      | 6,4                                      | 13,6                                     | 18,9                                     | 22,2                                     | 24,4                                     | 23,8                                     | 18,4                                     | 12,1                                     | 6,4                                      | 1,6                                      | 12,3                                     |
| Temperatura média (°C) | −2,8                                     | −1,7                                     | 2,4                                      | 8,9                                      | 14,4                                     | 17,9                                     | 20,1                                     | 19,3                                     | 14,3                                     | 8,7                                      | 4,1                                      | −0,3                                     | 8,8                                      |
| Temperatura mínima média (°C) | −5,3                                     | −4,6                                     | −1,6                                     | 3,7                                      | 9,0                                      | 12,7                                     | 15,2                                     | 14,5                                     | 10,2                                     | 5,5                                      | 1,9                                      | −2,5                                     | 4,9                                      |
| Precipitação (mm) | 44                                       | 40                                       | 47                                       | 52                                       | 73                                       | 74                                       | 86                                       | 70                                       | 62                                       | 48                                       | 45                                       | 47                                       | 688                                      |
| Dias com chuva | 8                                        | 7                                        | 8                                        | 8                                        | 9                                        | 9                                        | 10                                       | 8                                        | 8                                        | 7                                        | 8                                        | 8                                        | 98                                       |
| Umidade relativa (%) | 84                                       | 83                                       | 76                                       | 67                                       | 65                                       | 65                                       | 67                                       | 67                                       | 72                                       | 78                                       | 85                                       | 85                                       | 74,5                                     |
| Insolação (h) | 2,2                                      | 3,0                                      | 5,4                                      | 8,8                                      | 10,4                                     | 11,3                                     | 11,1                                     | 10,3                                     | 7,1                                      | 4,9                                      | 2,9                                      | 2,0                                      | 79,4                                     |
| Fonte: Climate-Data.org Dados: 1991−2021: temperatura mínima (°C), temperatura máxima (°C), precipitação (mm), umidade, dias chuvosos. Dados: 1999−2019: horas de sol |                                          |                                          |                                          |                                          |                                          |                                          |                                          |                                          |                                          |                                          |                                          |                                          |                                          |

## Demografia
Conforme os dados do Escritório Central de Estatística da Polônia (GUS) de 31 de dezembro de 2022, Biała Podlaska é uma cidade pequena com uma população de 54 768 habitantes (4.º lugar na voivodia de Lublin e 75.º na Polônia), tem uma área de 49,4 km² (3.º lugar na voivodia de Lublin e 86.º lugar na Polônia) e uma densidade populacional de 1 109 hab./km² (10.º lugar na voivodia de Lublin e 269.º lugar na Polônia). Nos anos 2002–2021, o número de habitantes diminuiu 2,8%.
Os habitantes de Biała Podlaska constituem cerca de 2,79% da população da voivodia de Lublin.
| Descrição                         | Total      | Total    | Mulheres   | Mulheres | Homens     | Homens   |
| --------------------------------- | ---------- | -------- | ---------- | -------- | ---------- | -------- |
| unidade                           | habitantes | %        | habitantes | %        | habitantes | %        |
| população                         | 54 768     | 100      | 28 730     | 52,5     | 26 038     | 47,5     |
| superfície                        | 49,4 km²   | 49,4 km² | 49,4 km²   | 49,4 km² | 49,4 km²   | 49,4 km² |
| densidade populacional (hab./km²) | 1 109      | 1 109    | 582,2      | 582,2    | 526,8      | 526,8    |

Gráfico da população da cidade:
A maior população de Biała Podlaska foi registrada em 30 de junho de 1999 — segundo os dados do Escritório Central de Estatística, 58 463 habitantes.

## História

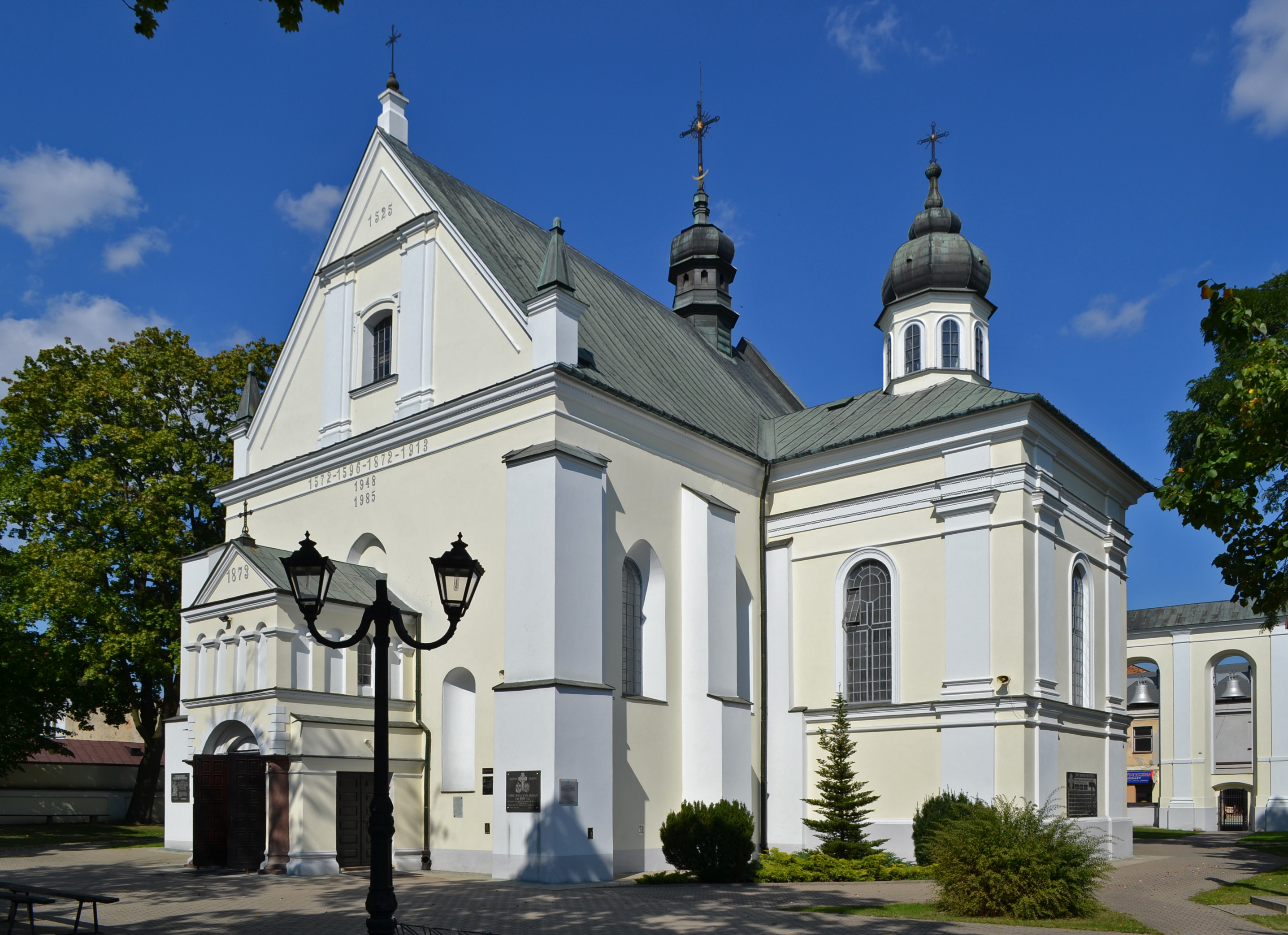
Igreja histórica de Santa Ana de 1572

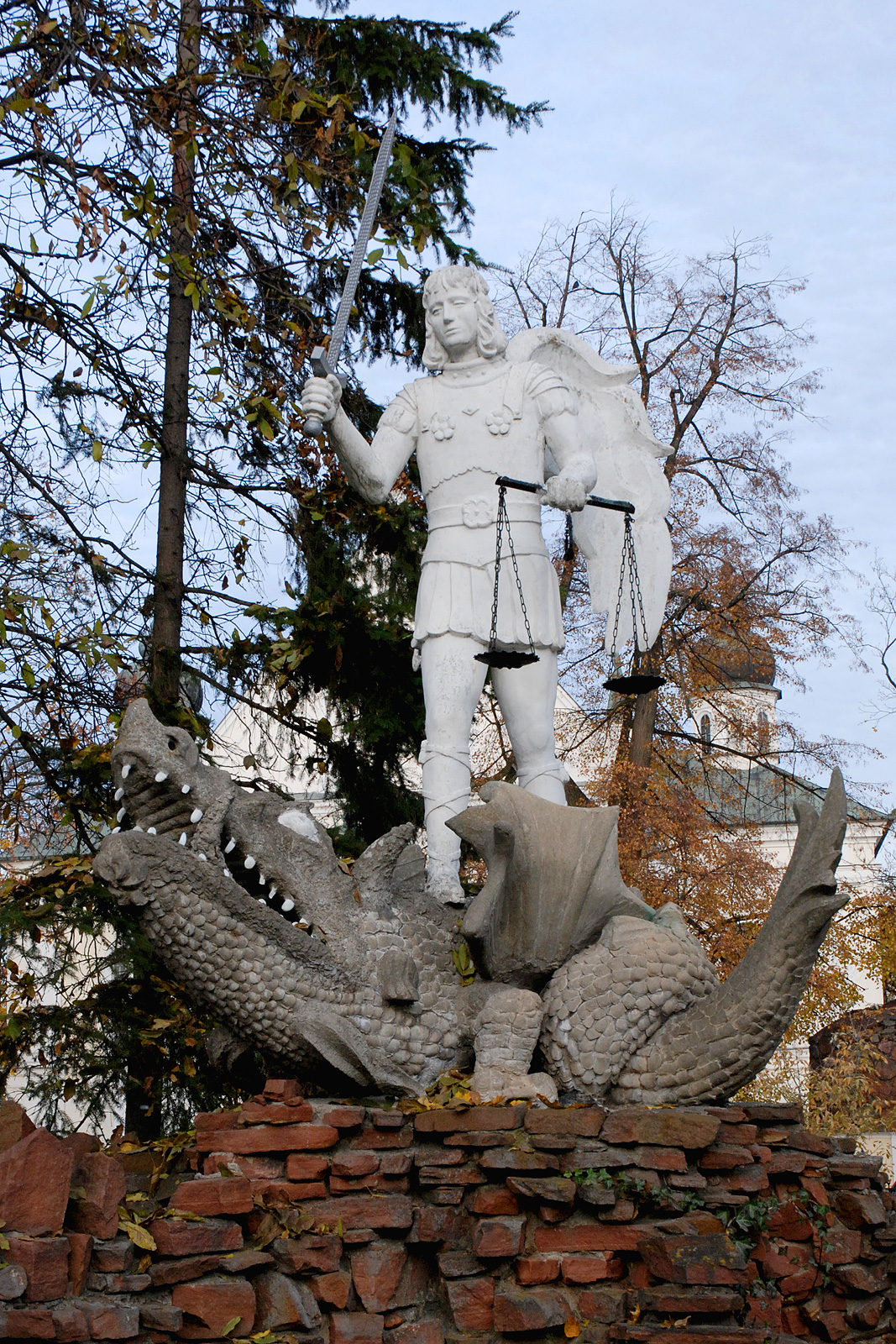
São Miguel Arcanjo sobre um dragão — o símbolo da cidade

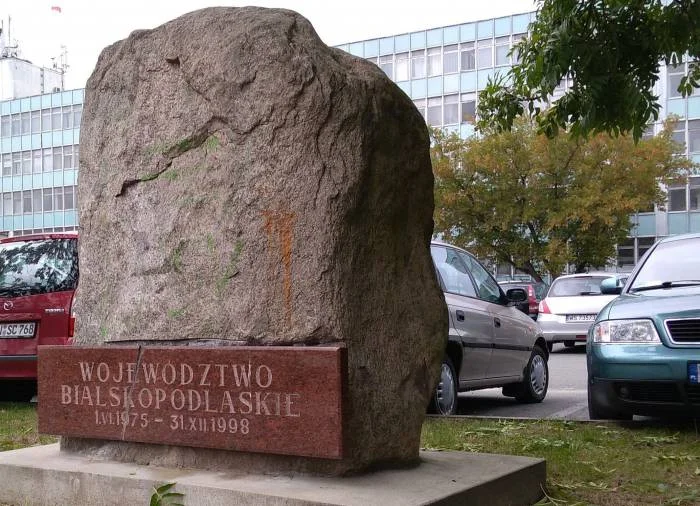
Monumento à antiga voivodia de Biała Podlaska

Em documentos históricos, Biała Podlaska apareceu pela primeira vez em 1345. Seus primeiros proprietários foram a família Ilinicz, o nome de seu fundador era Piotr Janowicz, o apelido “Biały” — voivoda de Trakai, hetman do Grão-Ducado da Lituânia. Durante este período, Biała estava localizada na voivodia de Brest, no Grão-Ducado da Lituânia. No século XVI, por quase 40 anos, a igreja anterior foi convertida pela Irmandade polonesa em uma casa da congregação.
Na segunda metade do século XVI, a cidade foi propriedade da família Radziwill, o que ocorreu em 1569 com base em uma entrada nos livros de imóveis. Este período, que durou dois séculos e meio, trouxe florescimento e contribuiu para o rápido desenvolvimento da cidade, por muito tempo conhecida como Biała Książęca ou Biała Radziwiłłowska. Em 1622, Aleksander Ludwik Radziwiłł construiu uma fortaleza e um castelo. A partir da fundação de Krzysztof Ciborowicz Wilski, a Academia Bialska foi fundada em 1628, que a partir de 1633 existia como uma filial da Academia de Cracóvia (atualmente Escola Secundária n.º 1, Józef Ignacy Kraszewski).
Entre 1655 e 1660, a cidade sofreu danos significativos após a invasão da República pelos suecos, pelo exército de Rakoczy e pelos cossacos de Chowanski. No entanto, graças a Michał Radziwiłł e sua esposa Katarzyna Sobieska, rapidamente se recuperou da queda. Em 1670, Michał Kazimierz Radziwiłł concedeu à cidade a lei de Magdeburgo e o brasão de armas — que traz o padrinho do príncipe, o Arcanjo Miguel, de pé sobre um dragão.
No século XVII, a cidade era conhecida pela produção de tecidos e faiança, e mais tarde também pelo beneficiamento da madeira.
Em 1720, Anna Radziwiłł, nascida Sanguszków, iniciou a construção da torre e do portão de entrada (hoje estes são os vestígios mais interessantes do castelo). A cidade e o complexo do palácio foram destruídos muitas vezes no século XVIII (incluindo durante as guerras suecas acima mencionadas ou durante a perseguição dos uniatas da Podláquia no final do século XIX) e reconstruídos. O último herdeiro, Dominik Radziwiłł, um coronel do exército polonês, morreu na França em 11 de novembro de 1813. O palácio em ruínas foi derrubado em 1883.
George Bridgetower, um virtuoso violinista negro mundialmente famoso, nasceu em Biała Podlaska em 1778. O escritor Józef Ignacy Kraszewski também frequentou o ginásio masculino aqui — o ginásio mais tarde recebeu seu nome.
Outro rápido desenvolvimento da cidade ocorreu no período entre guerras, quando foi construída a fábrica de Raabe, a central elétrica municipal, e nos anos 1923–1939 havia a Fábrica de Aeronaves da Podláquia (PWS). Produziu aeronaves militares com licença (Potez XXV) e o projeto próprio (caça PWS-1, aeronave de treinamento PWS-26, aeronave de treinamento e reconhecimento RWD-8). A propriedade da Fábrica de Aeronaves da Podláquia foi saqueada pelos ocupantes soviéticos após 17 de setembro de 1939.
Em 1941, os alemães estabeleceram um gueto para a população judaica na cidade. Em junho de 1942, mais de 3 mil judeus foram deportados de lá para o campo de extermínio de Sobibor. O gueto foi liquidado em 30 de setembro de 1942. 3 600 judeus foram mortos na aldeia, a maioria deles fuzilados no cemitério judaico. Os judeus deportados foram enviados para o campo de extermínio em Treblinka, e mais de 200 pessoas foram assassinadas no local em dezembro de 1942.
Em 1944, Biała Podlaska foi capturada pelo Exército Vermelho e pelos soldados do Exército Nacional que cooperavam com ele.
Em 1975, Biała Podlaska tornou-se a capital da voivodia, o que contribuiu para duplicar o número de seus habitantes em 20 anos. Após a reforma administrativa em 1999, teve o estatuto de cidade com direitos de condado.

### Nacionalidade
Desde que foram concedidos direitos de cidade, Biała Podlaska esteve sob o domínio dos seguintes países:
- 1525–1569 — Grão-Ducado da Lituânia (na união pessoal com a Coroa do Reino da Polônia)
- 1569–1795 — República das Duas Nações ( Grão-Ducado da Lituânia)
- 1795–1804 — Império dos Habsburgos
- 1804–1809 — Império Austríaco
- 1809–1815 — Ducado de Varsóvia (protetorado  Primeiro Império Francês)
- 1815–1831 — Império Russo ( Polônia do Congresso)
- 1831–1918 — Império Russo ( Polônia do Congresso)
- 1918–1919 — Segunda República Polonesa
- 1919–1939 — Segunda República Polonesa
- 1939–1944 — Alemanha Nazista, Governo Geral (ocupação)
- 1944–1952 — República da Polônia
- 1952–1989 — República Popular da Polônia
- desde 1989 — República polonesa

## Monumentos históricos

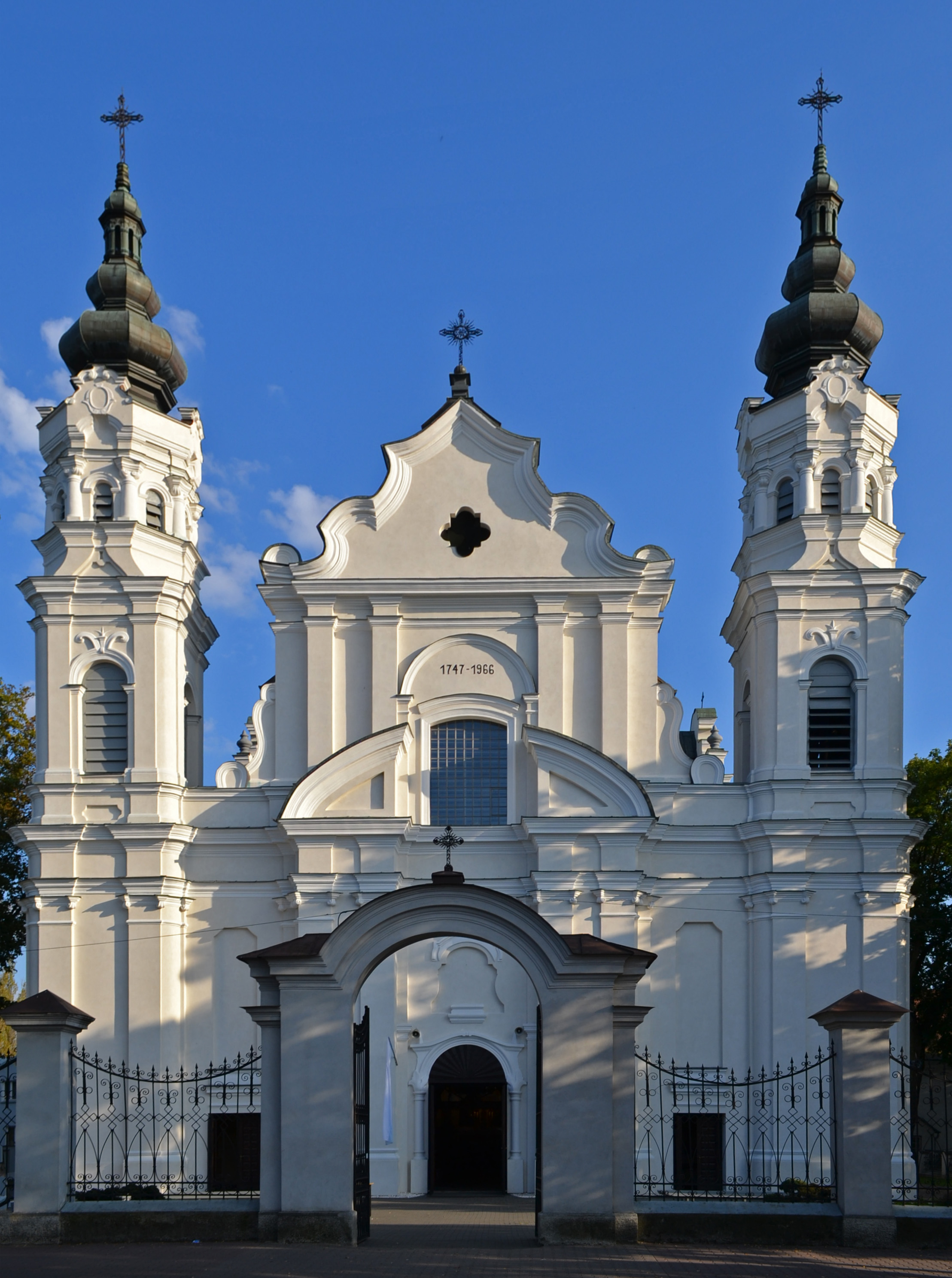
Igreja paroquial da Natividade da Bem-Aventurada Virgem Maria (antiga igreja católica-grega dos padres basilianos)

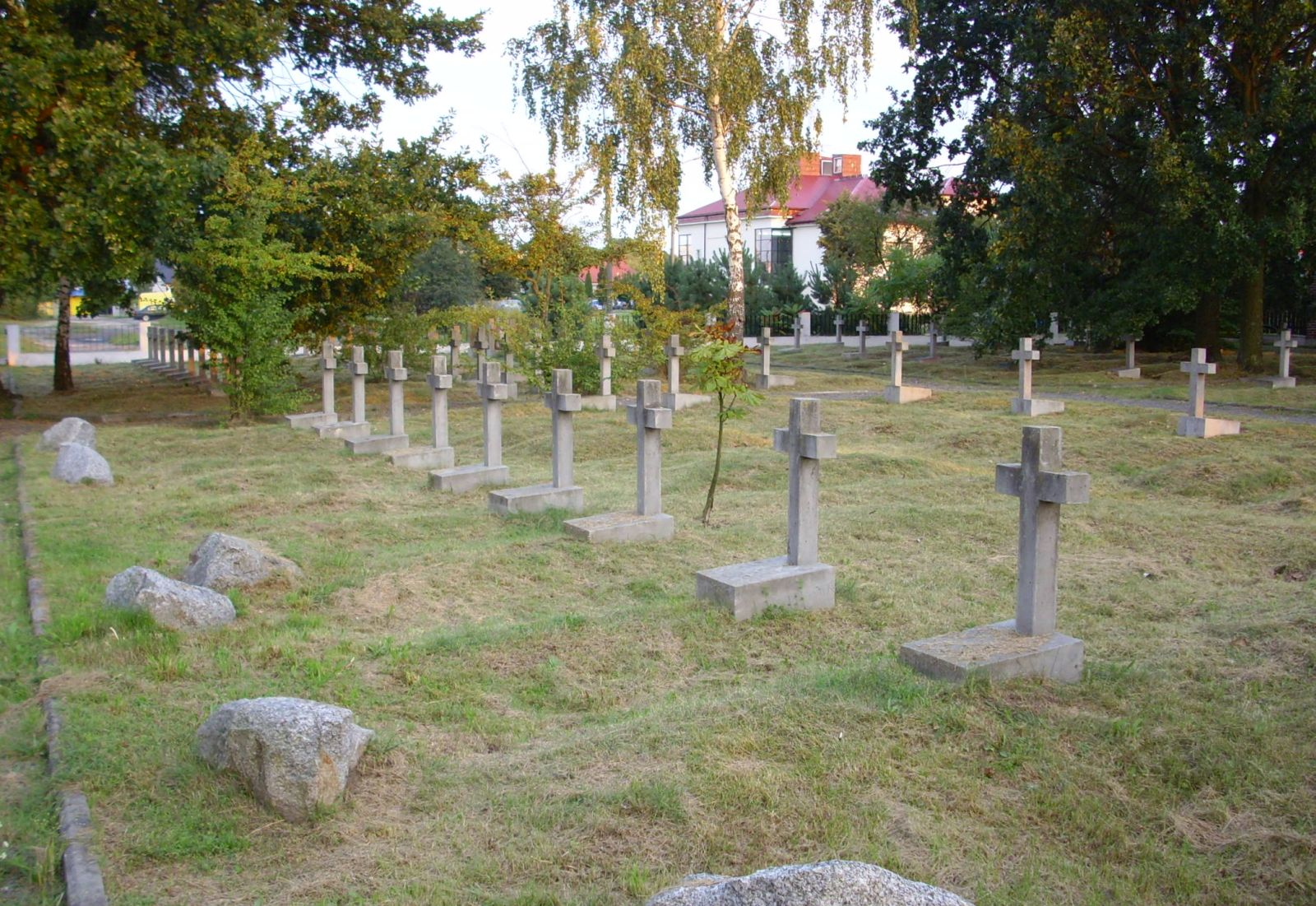
Cemitério alemão-austríaco da Primeira Guerra Mundial

- Complexo do palácio e parque da família Radziwiłł do século XVII;[18]
- Casas ecléticas do final do século XIX e início do século XX na praça Wolności e outras ruas do centro;
- Igreja de Santa Ana de 1572, uma antiga igreja ariana;[19]
- Igreja do barroco tardio da Natividade da Bem-Aventurada Virgem Maria de meados de XVIII, antigo local de guarda das relíquias de São Josafá Kuntsevytch;[20]
- Igreja de Santo Antônio da Ordem dos Frades Menores Capuchinhos, antigo mosteiro dos Reformados da segunda metade do século XVII;[21]
- Academia de Biała Podlaska fundada em 1628 como uma filial da Academia de Cracóvia — atualmente o edifício do I Liceu, Józef Ignacy Kraszewski;[22]
- Estátua de Józef Ignacy Kraszewski de 1928;
- Coleções do Museu da Podláquia Meridional, na torre do portão do castelo;[23]
- Casas de madeira nas ruas Narutowicza, Kolejowa, Zielona;
- Sinagogas — construídas nos séculos XIX e XX (inexistentes);
- Cemitério judaico — fundado no século XVIII;[24]
- Pousada de 1777, a pousada mais antiga da cidade;
- Edifício da estação ferroviária da década de 1920;[25]
- Prédio municipal de 1835;
- Cemitério alemão-austríaco da Primeira Guerra Mundial na rua Spacerowa;
- Monumento ao 34.º Regimento de Infantaria na rua Warszawska;
- Cemitério paroquial com a capela de São Roque;
- Cemitério ortodoxo na rua Terebelska;[26]
- Cemitério de prisioneiros de guerra italianos;
- Cemitério de prisioneiros de guerra soviéticos.

## Economia

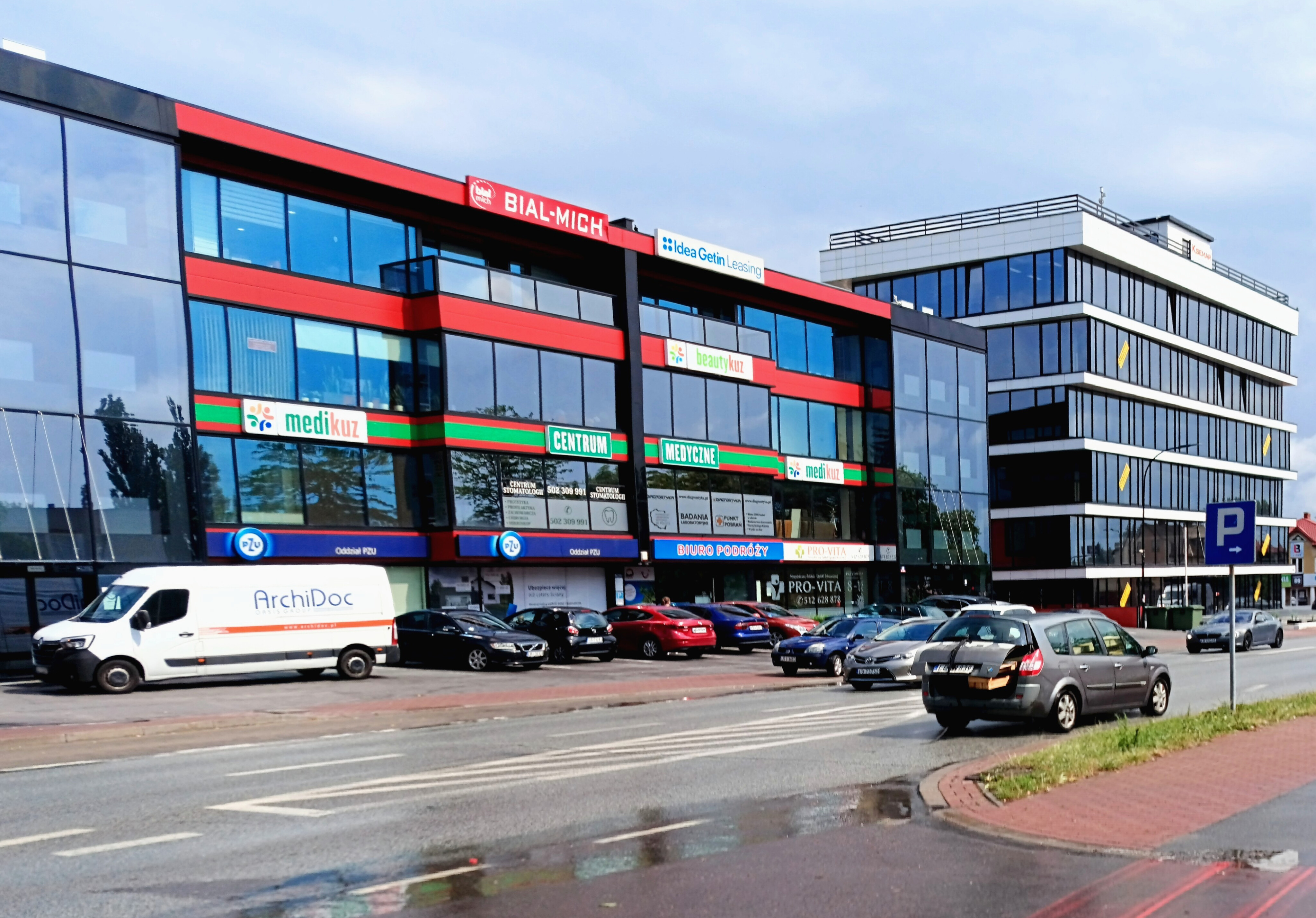
Edifícios comerciais na Avenida Tysiąclecia

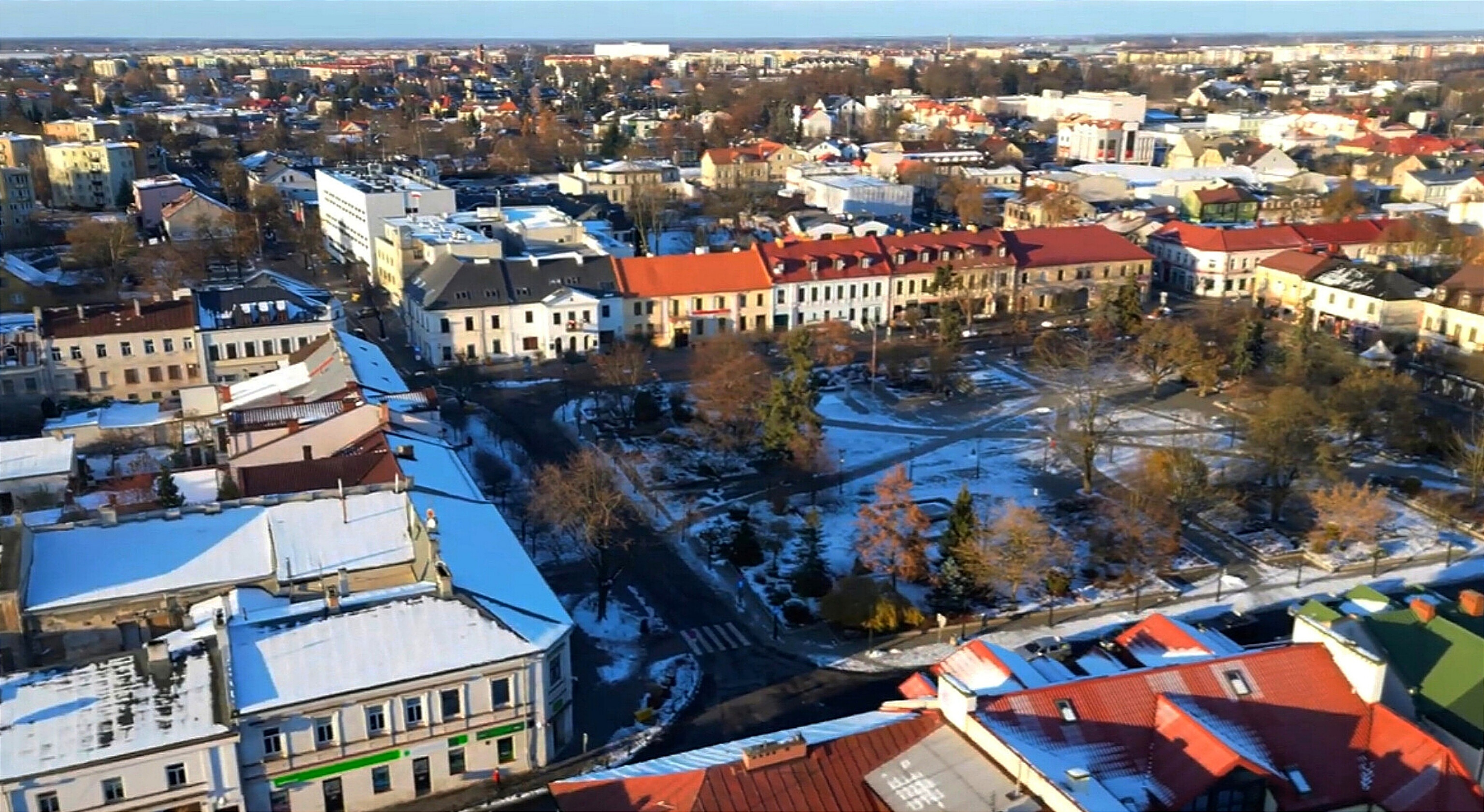
Panorama da parte norte da cidade

### Características da economia
No período entre guerras, Biała Podlaska era famosa principalmente pela Fábrica de Aeronaves da Podláquia (PWS). Além disso, havia uma fábrica de produtos químicos conhecida em toda a Polônia. Produzia sabonetes, pós e pomadas.
No final de dezembro de 2009, o número de desempregados registrados em Biała Podlaska era de aproximadamente 3,7 mil habitantes, representando uma taxa de desemprego de 15,6% para os economicamente ativos.
Após a guerra, entre outras, as Fábricas “Techma-Robot”, dedicadas à produção de máquinas e dispositivos especializados para diversas indústrias no país e no estrangeiro, que, no entanto, deixaram de funcionar em 2010.
A indústria têxtil já foi representada pela fábrica “Biawena”, que funcionou nos anos 1967–2009.
Após a transformação política, desenvolveram-se indústrias antes ausentes na cidade. Desde 1996, a empresa “AluTeam Polska” opera com sucesso em Biała Podlaska, lidando com a produção de carrocerias de vagões; a empresa direciona seus produtos principalmente para os mercados da União Europeia. Há também uma empresa de confecção de roupas chamada “Bialcon” na cidade. A oficina “Elremet” atua no setor de vestuário especial (para serviços uniformizados) e produz embalagens plásticas. Existem também várias empresas que atuam na indústria da construção — a “Budomex” é uma das maiores.
A Feira Agrícola e Industrial do Rio Bug e a Feira da Fronteira Leste-Oeste são organizadas aqui.
Em 2005, foi criada uma Zona de Atividade Econômica Especial chamada “Biała” — um distrito industrial e comercial separado da cidade.
A Câmara de Comércio de Biała Podlaska (BPIG para abreviar) tem sua sede na cidade. A BPIG é uma organização de autogoverno econômico criada em 8 de agosto de 1990 por iniciativa de entidades econômicas da região.

### Economia municipal
Há uma usina de aquecimento PEC na cidade, localizada na rua Orzechowa.
Em agosto de 2021, o projeto “Resíduos Elétricos”, organizou a coleta de resíduos eletrônicos usando contêineres instalados em vários pontos da cidade. Em dezembro de 2023, o centro da cidade ganhou uma nova iluminação com eficiência energética baseada na tecnologia LED.
A economia municipal é determinada por meio de licitação.

### Hotéis
- Hotel Skala ☆☆☆
- Hotel Capitol ☆☆☆
- Hotel Osjann ☆☆☆
- Hotel Terra Bella ☆☆☆
- Hotel Dukat ☆☆

### Comércio
Existem vários centros comerciais em Biała Podlaska:
- Karuzela Shopping Park (o maior da cidade, inaugurado em setembro de 2023)[33]
- Centro comercial Rywal (o segundo maior shopping center da cidade)
- Centro comercial Epi
- Centro comercial SAS
- Centro comercial Atrium
- Centro comercial Dropp
- Loja de departamentos Sawko
- Centro comercial Metro

## Transportes
A cidade é um importante entroncamento de transportes onde se cruzam uma estrada nacional, duas estradas provinciais e uma linha ferroviária. Existem planos para a construção da autoestrada A2, que deverá percorrer alguns quilômetros a norte da cidade.

### Transporte público

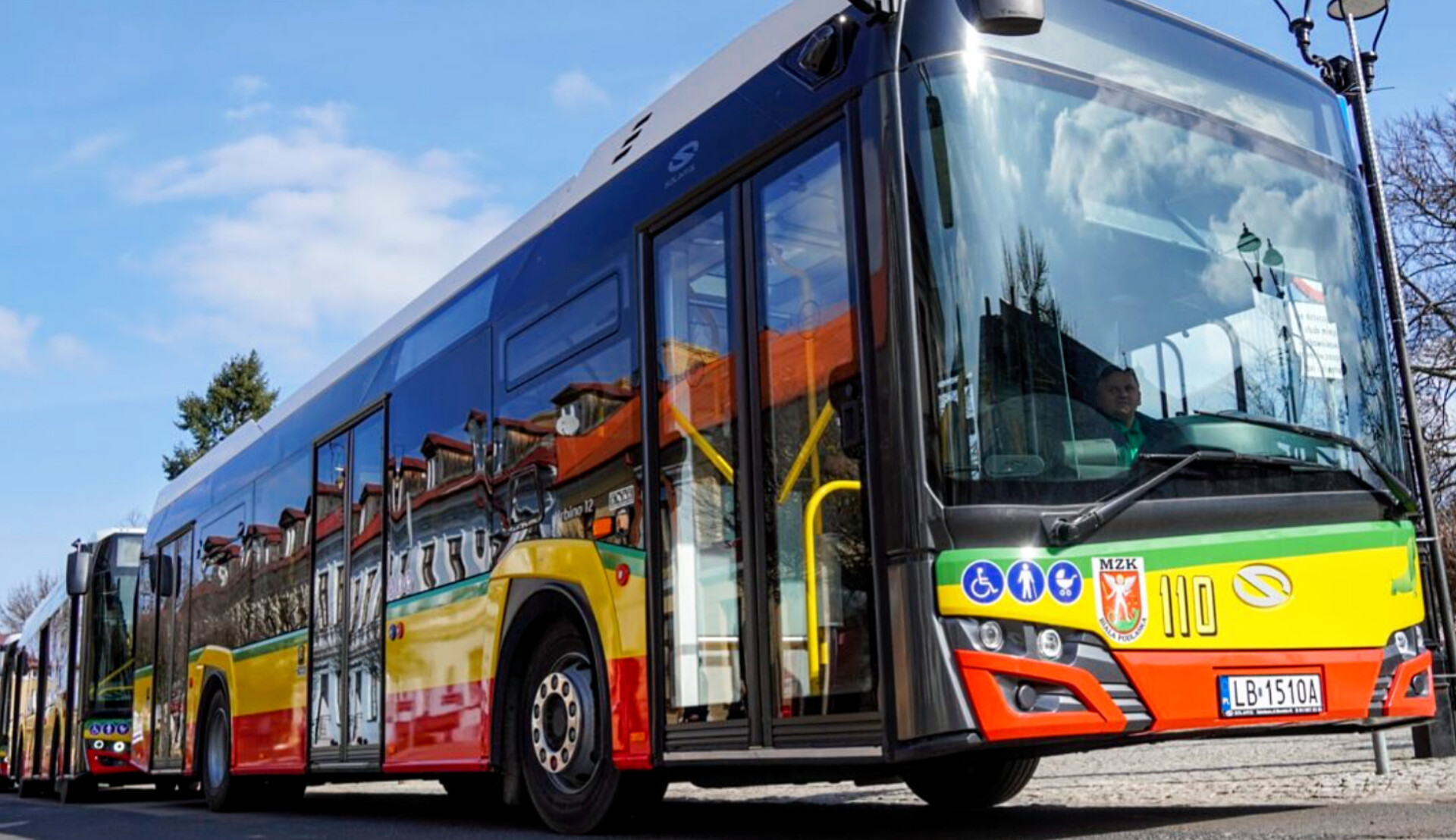
Ônibus MZK Biała Podlaska

Biała Podlaska tem seu próprio transporte de ônibus (desde 1969). A entidade organizadora do transporte — no período de 1 de janeiro de 2008 a 26 de junho de 2015 — foi a Autoridade de Transportes Públicos. Os ônibus da Companhia Municipal de Transportes servem 12 linhas fixas (A, B, C, D, E, F, G, H, I, K, L, T ), a linha T funciona somente nos finais de semana. Com base em um acordo intercomunitário, os ônibus MZK realizam viagens variantes além dos limites administrativos da cidade.

### Transporte de longa distância
A estação de ônibus está localizada no centro, na praça Wojska Polskiego (atualmente nas mãos da empresa privada Garden Service). Após a falência da PKS Biała Podlaska em 2011, as ligações foram assumidas por companhias de transportes locais e vizinhas. Os micro-ônibus privados também são de grande importância, garantindo conexões rápidas com Varsóvia, Lublin, Terespol, Parczew, Białystok, Konstantynów e Janów Podlaski.

### Transporte rodoviário

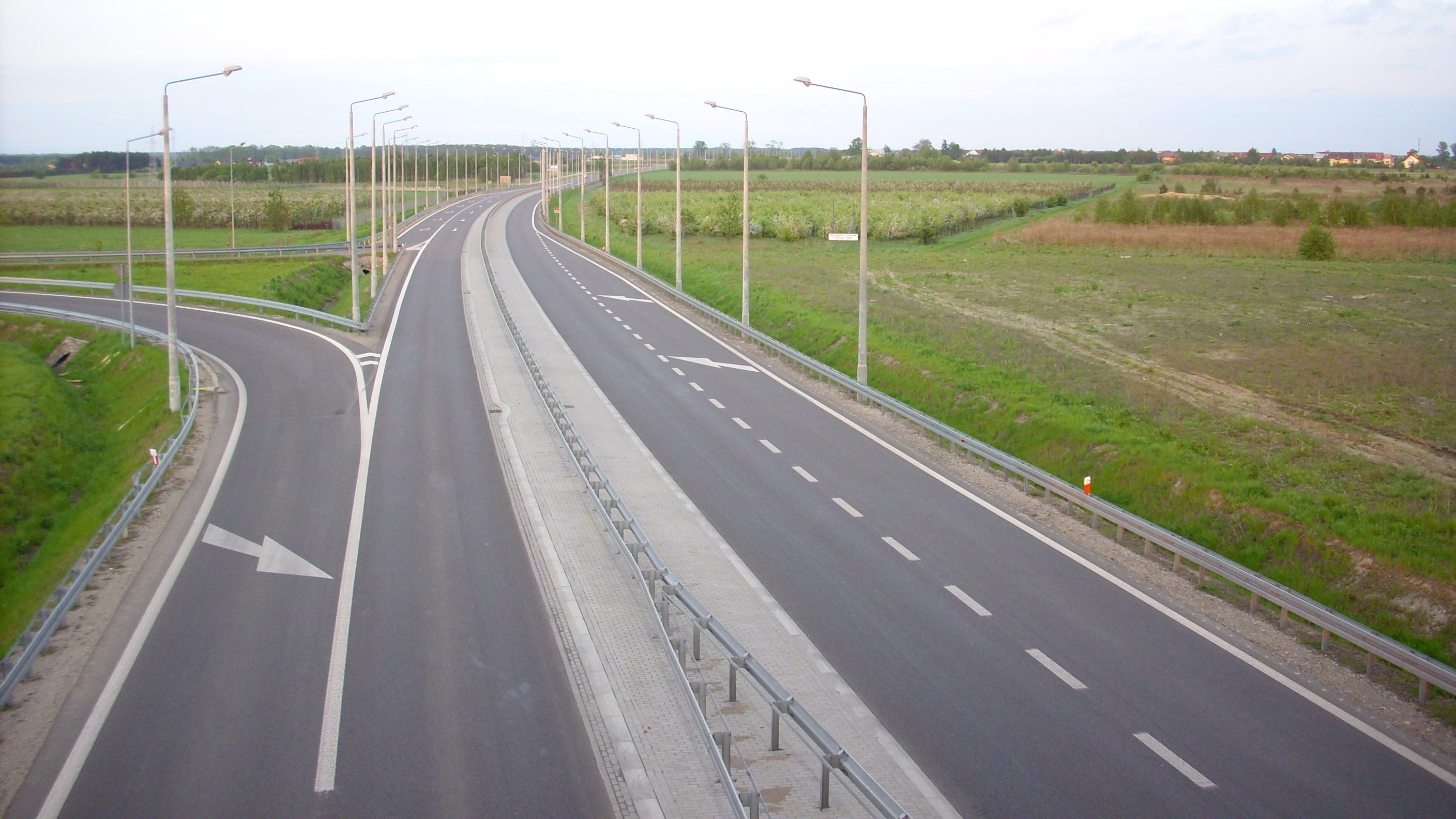
Estrada nacional n.º 2 formando o desvio norte da cidade. Vista na direção leste a partir do viaduto ao longo da estrada n.º 811/812

Lista de estradas que passam pela cidade:
- (rodoanel) Terespol — Biała Podlaska — Varsóvia — Poznań — Świecko
- Biała Podlaska — Konstantynów — Sarnaki
- Biała Podlaska — Wisznice — Chełm — Krasnystaw.

### Transporte ferroviário
Linhas ferroviárias:

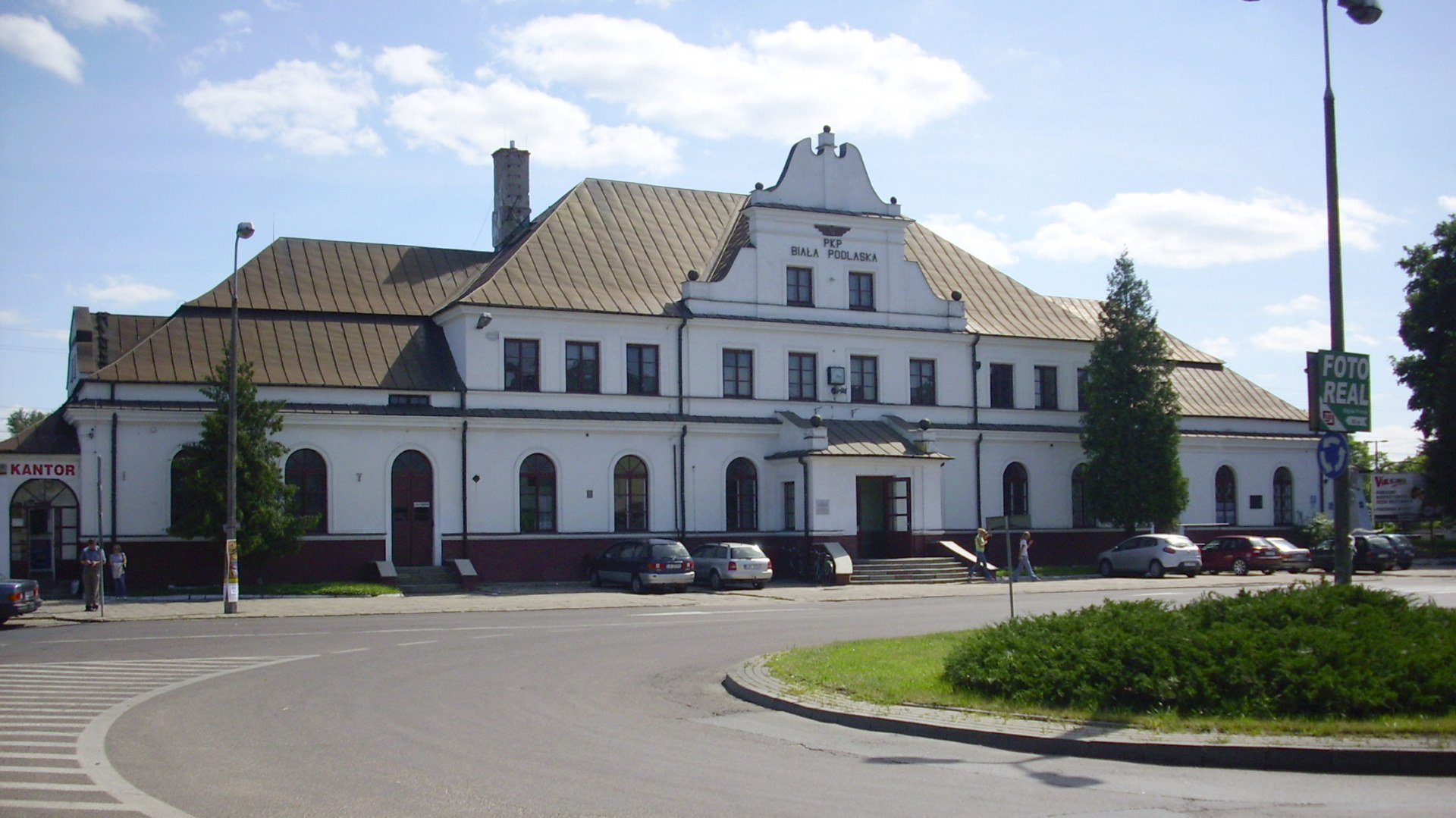
Estação ferroviária em Biała Podlaska (antes da renovação)

- Linha ferroviária n.º 2 constituindo uma parte da principal estrada de ferro E20, Biała Podlaska.

Há a estação ferroviária Biała Podlaska e a parada de passageiros Biała Podlaska Leste.
Aproximadamente 30 km fora da cidade, em Małaszewicze, fica o chamado porto de recarga “seco” PKP. Um dos maiores da Polônia e da Europa, de importância internacional. Nele, as mercadorias são transbordadas do material circulante de bitola larga (1520 mm) para o material circulante de bitola padrão (1435 mm). O porto é composto pelos seguintes terminais: Raniewo, Podsędków, Wólka, Kowalewo, Zaborze, o pátio de manobras Małaszewicze Południe, a estação de manobras Bór, a estação de carga Kobylany, e também WOC, Gaspol e Naftobaza. Nas proximidades, há paradas de passageiros: Dobrynka, Małaszewicze e Kobylany e a estação de Chotyłów.
Até 1972, havia uma ferrovia de acesso de bitola estreita construída em 1917: Biała Podlaska — Biała Podlaska bitola estreita — Biała Podlaska Cidade — Roskosz — Konstantynów / Rokitno — Cieleśnica / Janów Podlaski.

### Transporte aéreo
Havia um aeroporto na cidade, uma vez usado para fins militares. Depois que a instalação foi assumida pela cidade, houve vários planos para o seu desenvolvimento. De 9 de maio de 2011 a 10 de janeiro de 2020, o “Aeroporto de Biała” foi inscrito nos registros da Autoridade de Aviação Civil como uma pista de pouso com superfície artificial adaptada para decolagens e pousos de aeronaves com MTOW até 6818 kg. Atualmente (abril de 2021) a área do aeroporto está ocupada por uma unidade militar.
Desde 2013, um heliponto sanitário Biała Podlaska-Hospital opera no hospital na área das ruas Terebelska e Okopowa.

### Transporte fluvial
Os rios que atravessam a cidade não têm nenhuma utilidade para o transporte.

## Cultura

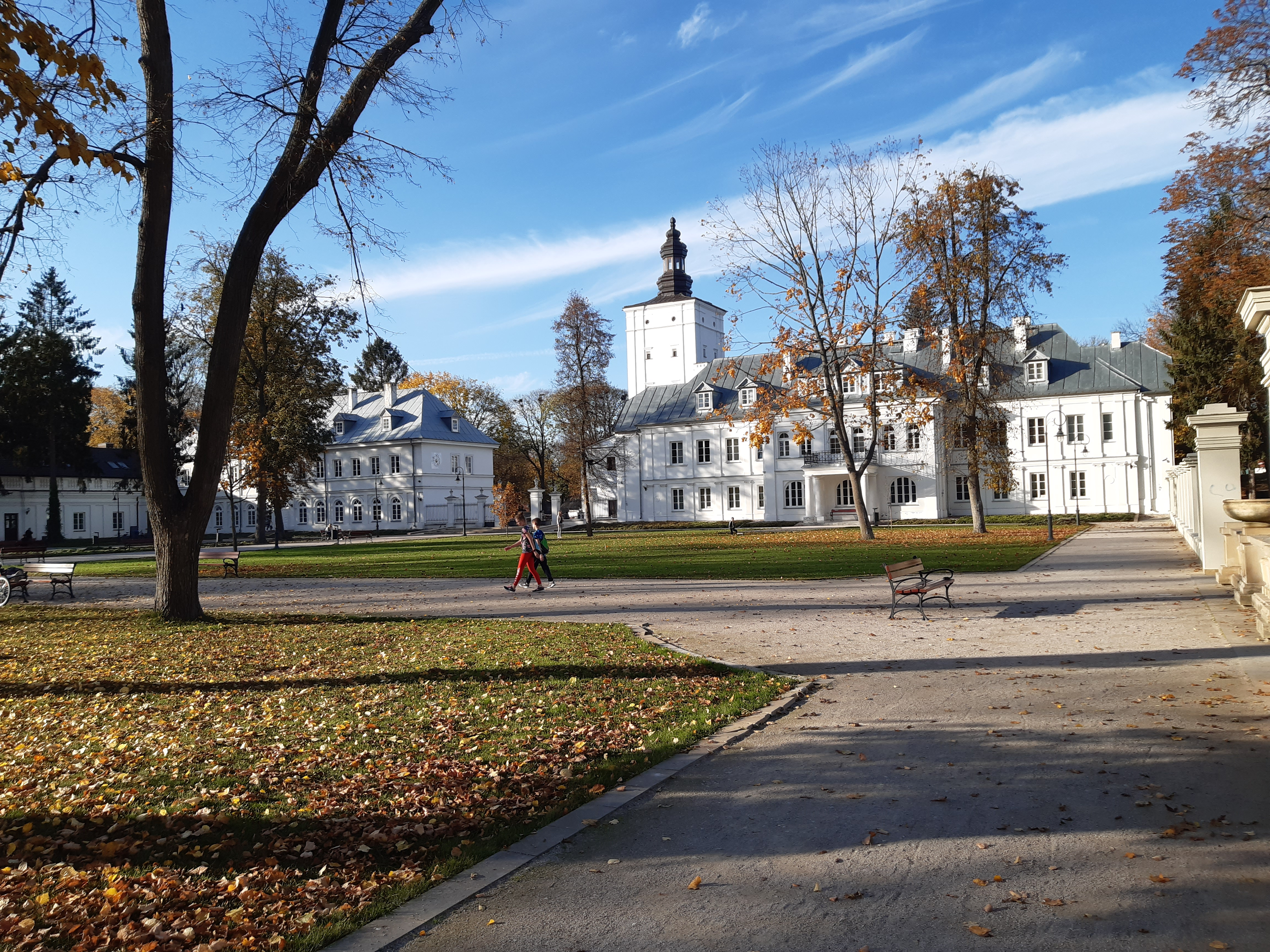
Palácio Radziwiłł, atualmente a torre abriga o Museu da Podláquia Meridional, e nas dependências há uma biblioteca pública e uma escola de música

### Galerias
- Galeria Podlaska — Centro Cultural
- Galeria do autor Janusz Maksymiuk

### Museus
- Museu da Podláquia Meridional[23]
  - Departamento de Martírio e História
- Sala das Tradições da Aviação da Podláquia Meridional — rua Sidorska 23[38]

### Cinemas
- Novekino Merkury – 1 sala; 282 lugares, cinema digital 3D.[39]
- Multikino – multiplex de 4 telas em C.H. Rywal; 599 lugares; cinema digital 3D, oferecendo resolução 4K.[40]

### Teatro
Apresentações e shows de cabaré são apresentados, entre outros, no auditório principal da Academia Bielska João Paulo II.

### Centros Culturais

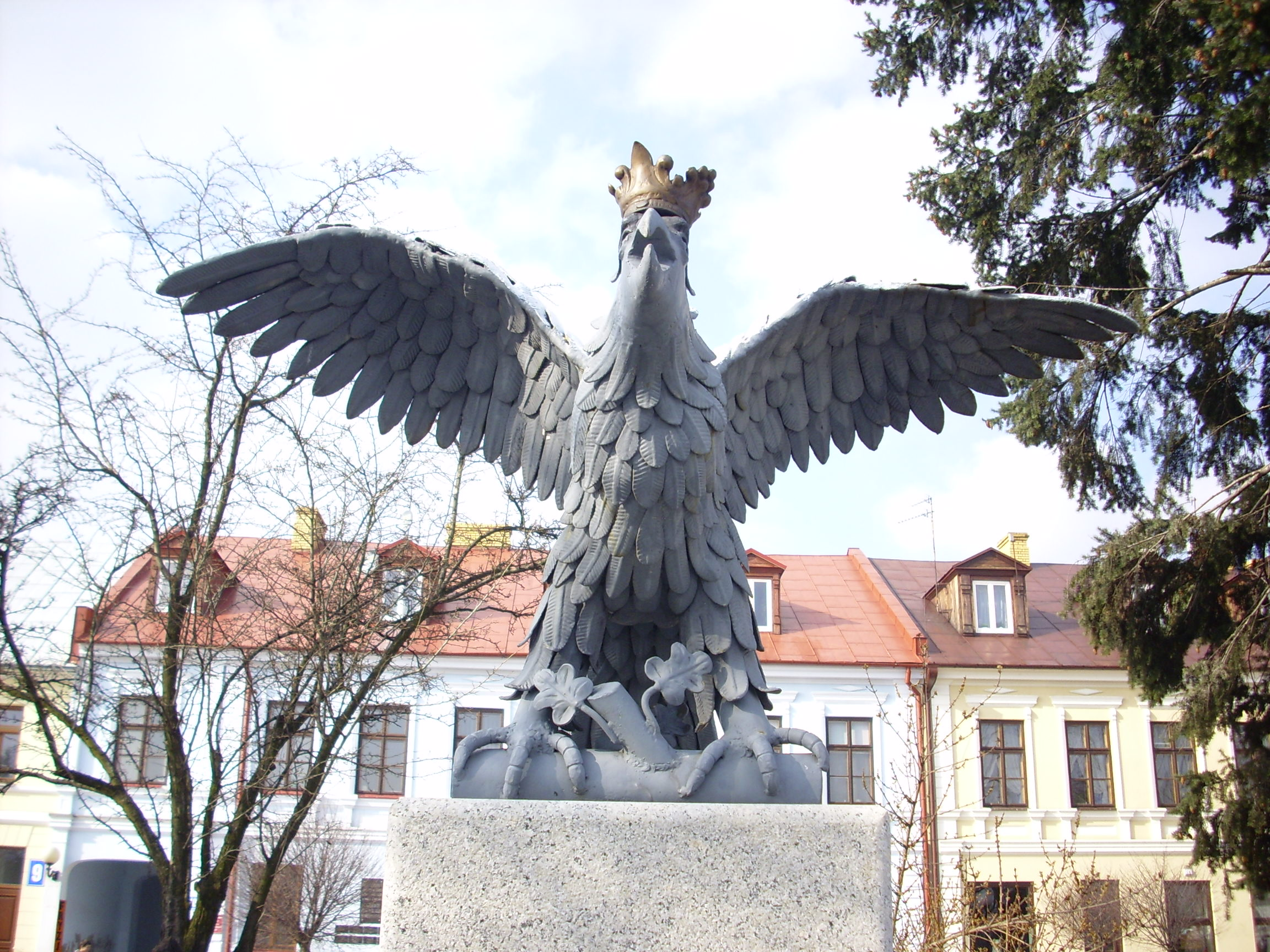
Estátua da águia na praça do mercado

- Centro Cultural de Biała[41]
- Clube Cultural Scena
- Clube Cultural Piast
- Clube Cultural Comunitário Eureka
- Centro Cultural Ortodoxo

### Bibliotecas
A Biblioteca Pública Municipal funciona em Biała Podlaska com a seguinte estrutura:
- Biblioteca Principal
- Biblioteca Barwna
- Multicentro
- Filial n.º 1
- Filial n.º 3
- Filial n.º 6

Há também:
- Biblioteca Pedagógica em Biała Podlaska
- Biblioteca Médica Principal, filial em Biała Podlaska

### Corais
- Coro infantil e juvenil da Paróquia da Beata Honorata Koźmiński Cantores Honorati em Biała Podlaska (regente Dominika Szeniawska);
- Coro da Paróquia de Cristo Misericordioso Schola Cantorum Misericordis Christi (regente Piotr Karwowski);
- Coro da 4.ª escola Stanisław Staszic;
- Coro Infantil e Juvenil da Paróquia Ortodoxa dos Santos Cirilo e Metódio em Biała Podlaska.

### Arte popular
Existem muitos grupos folclóricos na cidade que cultivam a cultura da Podláquia. Estes incluem um conjunto de coro, um conjunto de dança e uma banda folclórica. Biała Podlaska é também um centro de cerâmica conhecido desde o século XVII. Kazimierz e Ludwik Rogowski, que hoje trabalham, são famosos por produzirem cerâmicas cinzentas, as chamadas grisalhas. Na cidade você também pode admirar as obras do escultor Tadeusz Niewiadomski. Há também a Fundação “Kreacja – Magia Rąk”, que promove o artesanato regional.

### Eventos cíclicos
- Dias de Biała Podlaska
- Adeus às férias de verão
- Festival de Jazz
- Festival Biała Blues
- Art of Fun Festival
- Biała Dias de Fantasia
- Feira de São Miguel Arcanjo
- Festival Bogusław Kaczyński (desde 2019)[43][44]

## Meios de comunicação

### Televisão
- Telewizja Wschód – canal disponível como parte da televisão a cabo Vectra
- PulsMiasta.tv – TV local na Internet
- Interwizja – Internet TV
- TVP3 Lublin – canal regional da Telewizja Polska de Lublin, disponível na TV a cabo Vectra e na televisão digital terrestre
- Biper TV – canal do YouTube associado a radiobiper.info - o maior número de vídeos da região

### Rádio
- Rádio ESKA2 Biała Podlaska 95,8 FM – pertence à rede “ESKA2” de estações de rádio locais. A rádio apresenta apenas música polonesa. Ela começou a transmitir como Rádio SuperNova Biała Podlaska (antiga Rádio WAWA).
- Rádio Lublin 93,1 FM - estação regional Lublin pertencente à Rádio polonesa.
- Rádio Católica Podlasie 101,7 FM - estação de rádio religiosa regional transmitindo de Siedlce.

Em 2008, o Conselho Nacional de Radiodifusão anunciou um concurso para a frequência de 99,2 MHz em Biała Podlaska. Uma estação de rádio local para os moradores de Biała Podlaska e arredores deveria ser inaugurada aqui. As estações como a Radio ESKA, RMF Maxx, Radio Złote Przeboje queriam administrar suas estações, e a Słowo Podlasia e a “Radio Biper” queriam administrar suas estações. Em última análise, a licença foi atribuída à Rádio Bielorrussa Racja de Białystok, que dirige o seu programa à população bielorrussa. A estação foi lançada no outono de 2009. Os habitantes de Biała Podlaska, bem como membros do governo local, protestaram contra a concessão de uma licença para a estação bielorrussa, mas isso não afetou a decisão do Conselho Nacional de Radiodifusão.

### Imprensa
- Dziennik Wschodni, filial em Biała Podlaska (circulação 26 000)
- Słowo Podlasia, Grupo Wydawnicza “Słowo” Sp. z o.o. (circulação: 27 500)
- Tygodnik Podlaski Editora: Apella (circulação 30 000)
- Wspólnota Bialska (circulação desconhecida)
- Kurier Bialski (revista gratuita que aparece nos períodos pré-eleitorais)
- Affish – anúncio quinzenal gratuito (circulação 30 000)
- Ogłoszeniowa
- Życie Bialskie

### Internet
- bialskieforum.pl –  portal de informações
- bp24.pl – informação diária da cidade e arredores
- slowopodlasia.pl – o mais antigo portal de informação existente vinculado ao semanário Słowo Podlasia
- tygodnikpodlaski.pl – portal de notícias associado ao semanário Tygodnik Podlaski
- radiobiper.info – portal de informações sobre o condado e a cidade
- podlasie24.pl – portal de notícias associado à Rádio Católica
- bialapodlaska.pl – site da Prefeitura de Biała Podlaska
- dziennikwschodni.pl – serviço de informações de Lublin
- bialapodlaska.naszemiasto.pl – parte do site naszemiasto.pl contendo informações da cidade
- ogloszeniabiala.pl – site de classificados online em Biała Podlaska e arredores
- pulsmiasta.tv – notícias da cidade e da região
- biala.podlaska.pl – diretório de empresas de Biała Podlaska, classificados locais
- interwizja.edu.pl – informações da cidade e da região
- podlasiesiedzieje.pl – serviço de informação dedicado em particular à cultura, educação e esporte

## Filmes rodados em Biała Podlaska
- Smoleńsk – direção Antoni Krauze; estreia 2016
- To nie koniec świata (série de TV) - direção Łukasz Jaworski; de 8 de setembro de 2013 a 29 de maio de 2014 na Polsat TV

## Educação
Em Biała Podlaska existem 11 jardins de infância do governo local (incluindo uma integração), 9 escolas primárias (incluindo uma com integração e uma particular), 8 escolas secundárias (incluindo uma católica, uma de integração e uma especial).

### Escolas de ensino fundamental
- Escola primária n.º 1 padre Stanisław Brzóska, rua Gabriela Narutowicza, 41[47]
- Escola primária n.º 2 Bohaterskich Lotników Podlasia, rua Akademicka, 8[48]
- Escola primária n.º 3 Maria Konopnicka, rua Sportowa, 7[49]
- Escola primária n.º 4 Kornel Makuszyński, rua Stanisława Moniuszki, 36[50]
- Escola primária n.º 5 Jan Kochanowski, rua Sidorska, 30[51]
- Escola primária n.º 6 Adam Mickiewicz, rua Leszczynowa, 16[52]
- Escola primária social Henryk Sienkiewicz, rua Mariana Langiewicza, 44[53]
- Escola primária n.º 9 Santa Edviges da Polônia, rua Zygmunta Augusta, 2[54]
- Escola primária católica Cipriano Norwid, rua Cardeal St. Wyszyńskiego, 53/55[55]
- Complexo Escolar Especial, rua Orzechowa, 58[56]
- Escola primária particular Janusz Korczak, rua Kasztanowa, 6[57]

### Escolas de ensino médio

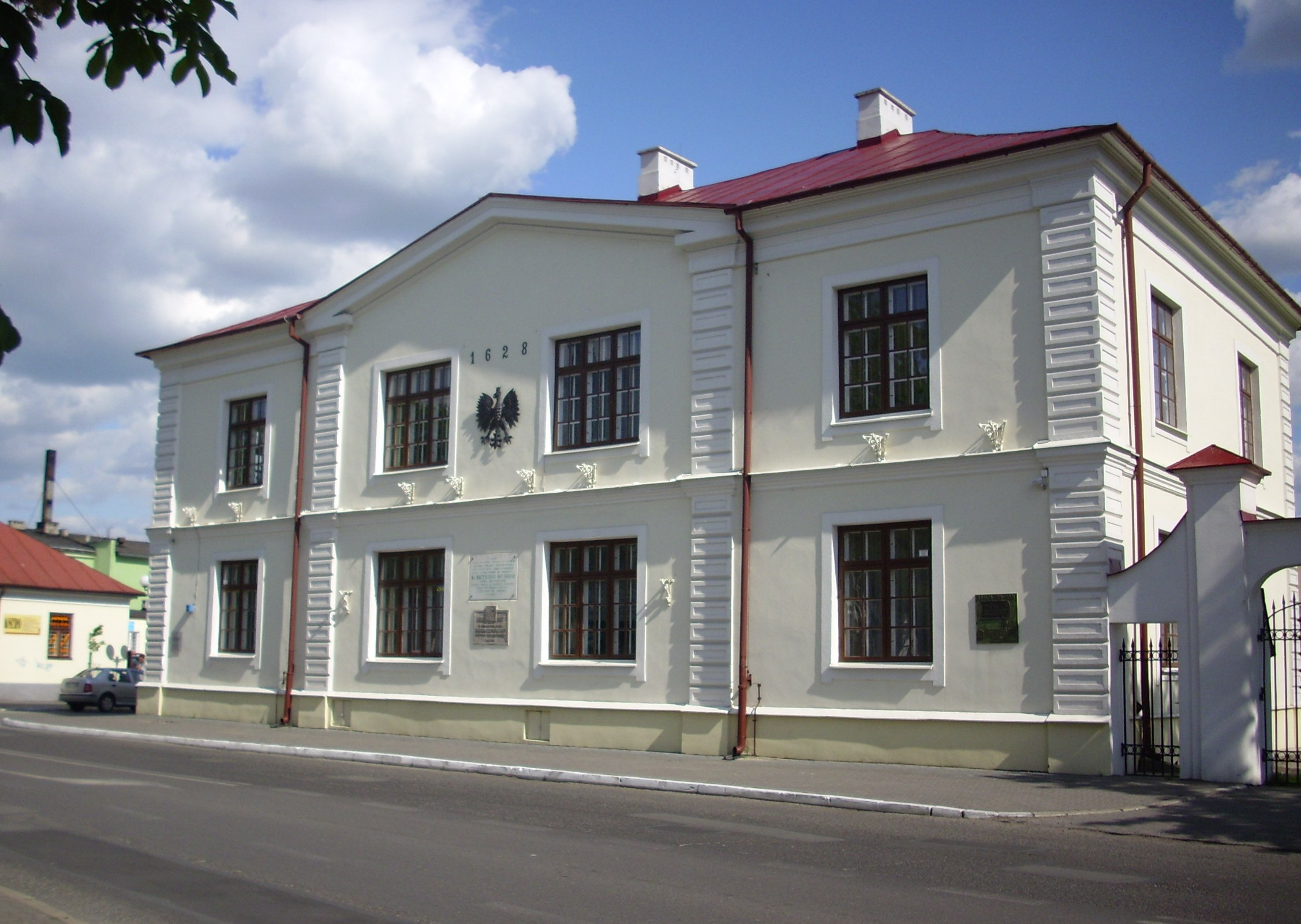
Escola secundária Józef Ignacy Kraszewski (antiga Academia Biała) no Complexo de Educação Geral

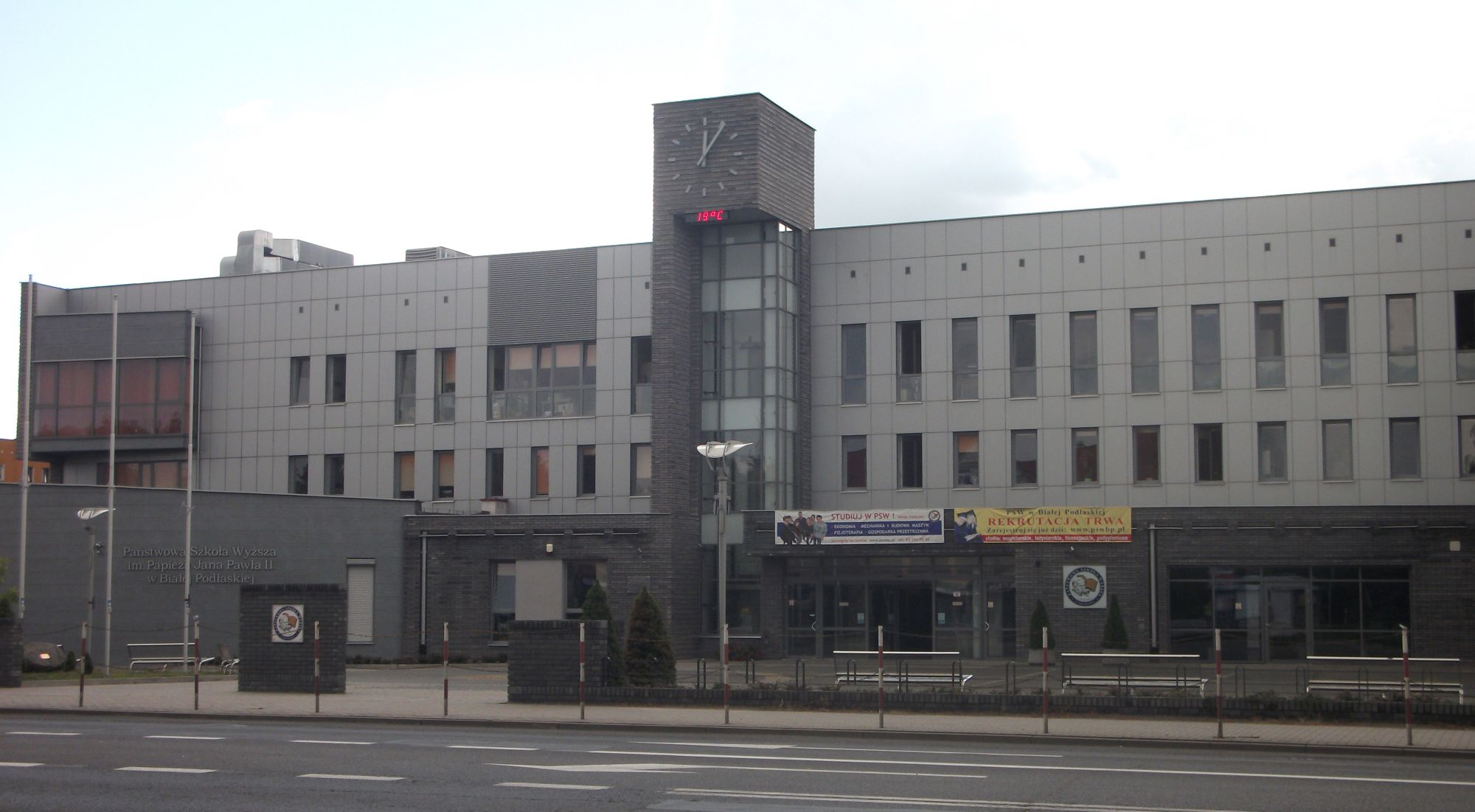
Pontifícia Universidade João Paulo II

- Escola secundária Józef Ignacy Kraszewski (antiga Academia Biała) no Complexo de Educação Geral, rua Józefa Ignacego Kraszewskiego, 1[58]
- Escola secundária Emilia Plater no Complexo da Escola Secundária n.º 3, rua Gabriela Narutowicza, 39[59]
- Escola secundária Stanisław Staszic, rua Akademicka, 8A[60]
- Escola secundária geral acadêmica da Escola Superior Estatal Papa João Paulo II, rua Sidorska, 95/97[61]
- Escola secundária católica Cipriano Kamil Norwid, rua Janowska, 55[62]
- Complexo escolar profissionalizante n.º 1 Comissão Nacional de Educação, incluindo:[63]
  - Escola secundária técnica n.º 1
  - Escola industrial de Primeiro Nível n.º 1
- Complexo Escolar Profissional n.º 2 Franciszek Żwirko e Stanisław Wigura, incluindo:[64]
  - Escola secundária técnica n.º 2
  - Escola industrial de Primeiro Nível n.º 2
  - Escola pós-secundária
- Escola industrial de Primeiro Nível n.º 3 Krzysztof Kamil Baczyński, rua Aleja Jana Pawła II[65]
- Escola de artesanato de Primeiro Grau, rua Warszawska, 14[66]
- Escola Técnica de Artesanato com Ramos de Integração[67]

### Escolas pós-secundárias
- Escola de estudo vocacional médico Danuta Siedikówny “Inka”, rua Okopowa, 3[68]

### Faculdades
- Academia de Educação Física em Varsóvia, filial em Biała Podlaska[69]
- Academia João Paulo II, rua Sidorska, 95/97[70]
- Centro de ensino fora do campus da Universidade Kazimierz Pulaski em Radom, Faculdade de Transportes, Engenharia Elétrica e Ciência da Computação[71]

### Escolas de arte
- Complexo de Escolas de Música de 1.º e 2.º graus Frederic Chopin, rua Warszawska, 12C[72]

## Administração

### Escritórios e instituições

#### Escritórios
- Prefeitura de Biała Podlaska
- Escritório da Comuna de Biała Podlaska
- Starostwo Powiatowe
- Delegacia do Trabalho do Condado
- Escritório de impostos
- Escritório de inspeção fiscal
- Cartório
- Câmara Aduaneira
- Estância aduaneira
- Delegação do Gabinete da voivodia de Lublin
- Filial do Gabinete do Marechal da voivodia de Lublin
- Sede da Delegacia Provincial do Trabalho
- Sucursal do Serviço de Estatística
- Filial da Inspeção Geral dos Transportes Rodoviários
- Consulado da República da Bielorrússia em Biała Podlaska

#### Segurança e Tribunais
- Tribunal Distrital
- Oficial de Justiça Distrital
- Procuradoria Distrital
- Sede da Polícia Municipal
- Sede do Corpo de Bombeiros do Estado
- Posto de guarda de fronteira
- Polícia Municipal
- Penitenciária

### Divisão administrativa

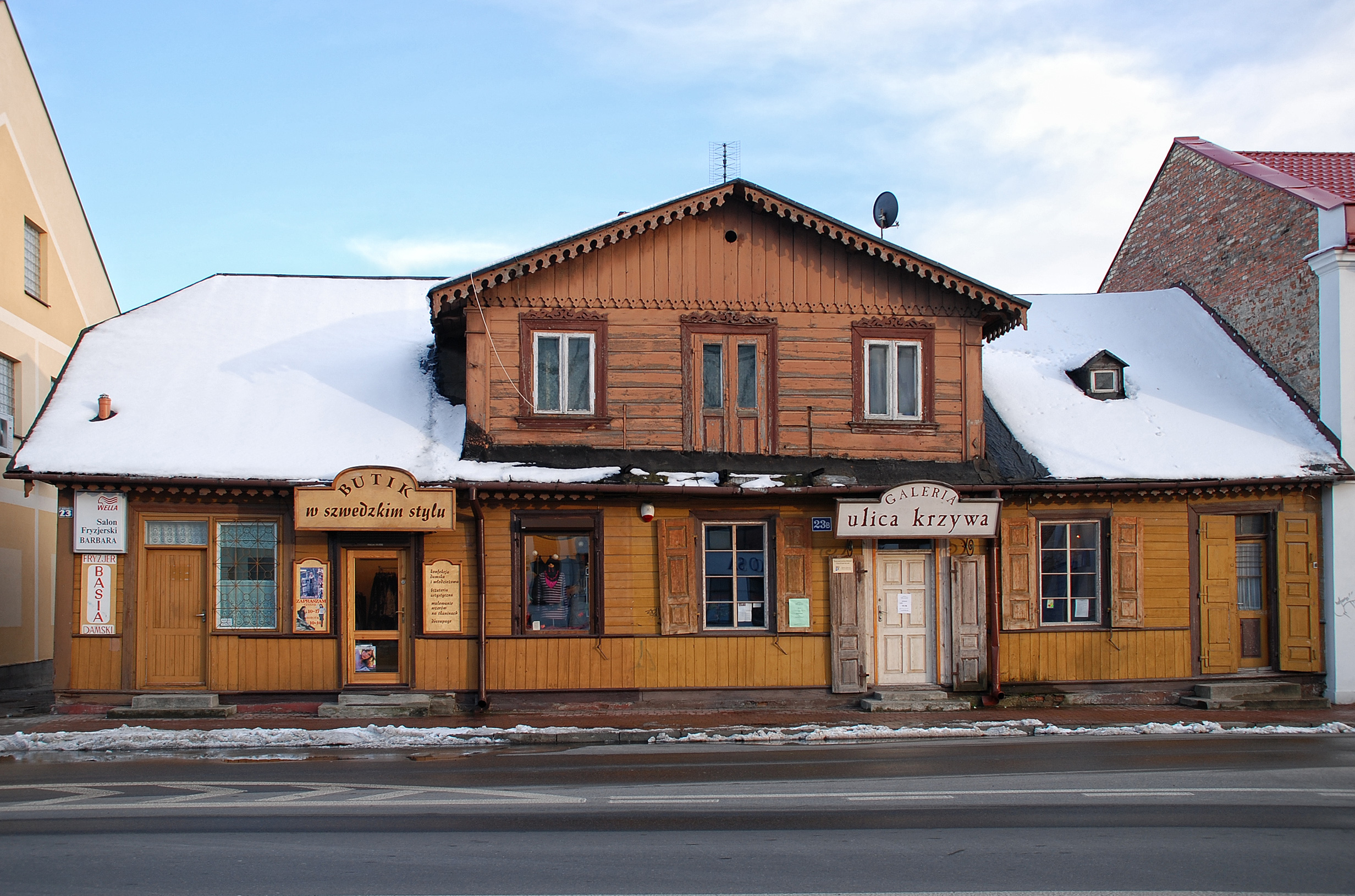
Edifício de madeira no centro da cidade

#### Distritos
- Białka
- Błonie
- Kołychawa
- Łuski
- Pieńki
- Serbinów
- Sielczyk
- Sidorki
- Śródmieście
- Wola

#### Conjuntos habitacionais

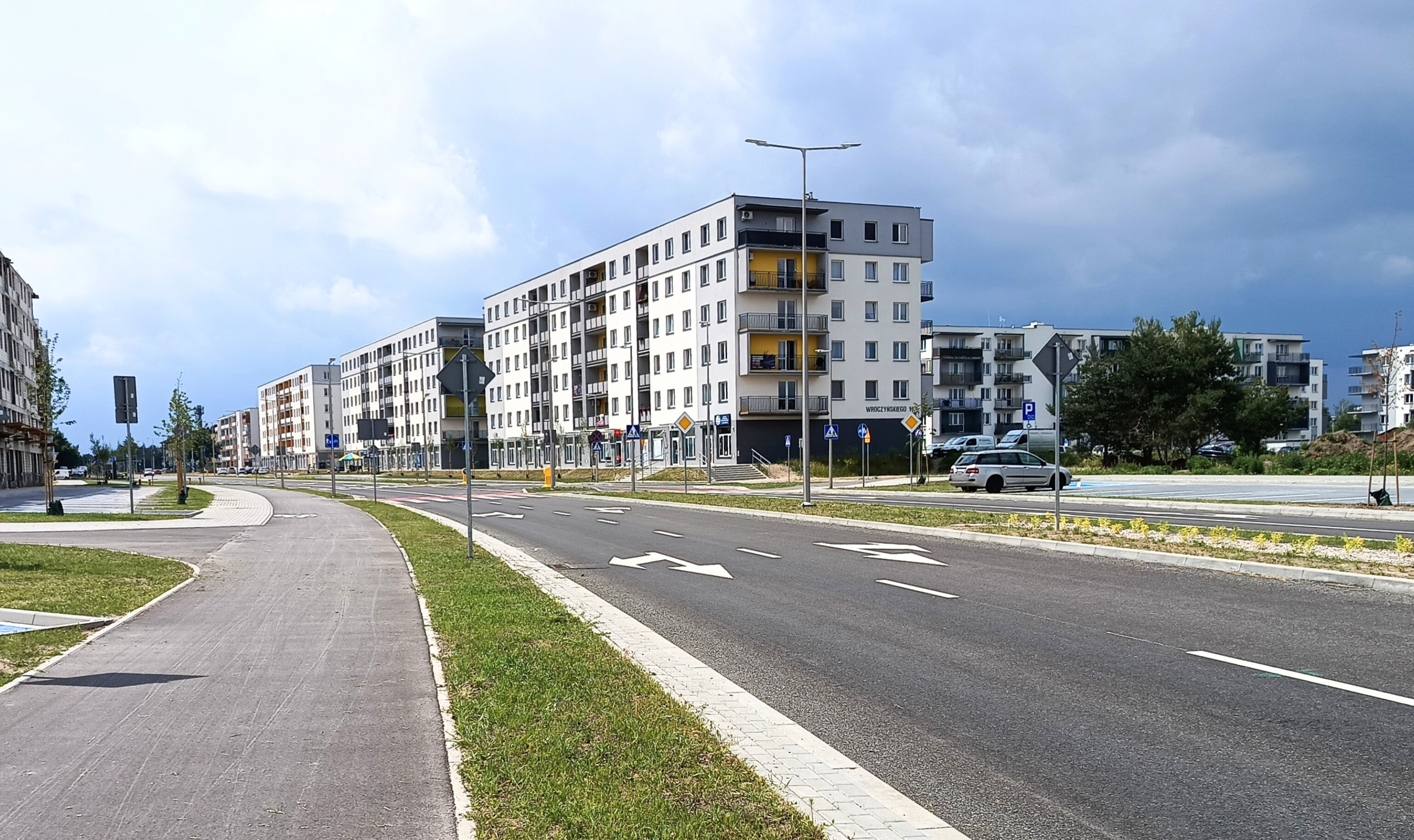
Blocos de apartamentos na rua Armii Krajowej

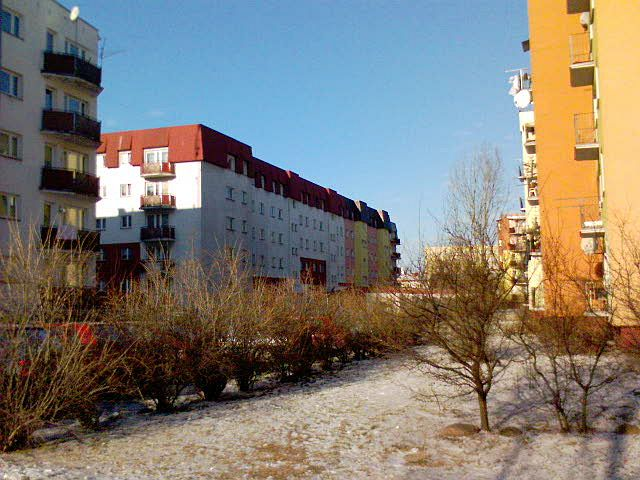
Blocos de apartamentos na rua Terebelska

- Bagonica (rua Terebelska, atrás do anel viário)
- Kolonia Francuska (rua Francuska e ruas laterais, somente após o anel viário)
- Tysiąclecia (blocos BSM “Zgoda”)
- Biawena (blocos perto do PSW e da estação ferroviária Biała Podlaska Leste)
- Centrum (somente blocos BSM “Zgoda”)
- Francuskie (entre as ruas Polna e Żeromskiego, da avenida JP II às ruas Podmiejska e Madler)
- Grzybowa (entre as seguintes ruas: Lubelska, Graniczna, Jodłowa, Świerkowa e Sokulska)
- Jagiellońskie (blocos BSM “Zgoda”, isso também inclui a área entre o hospital e o desvio para Janowska)
- Kopernika (N-S: da rua Warszawska para a rua Akademicka, L-O: da rua Artyleryjska até limite da cidade, a oeste da rua Pokoju; ambos os blocos de BSM “Zgoda” e edifícios baixos, incluindo AWF-em)
- Kosynierów (L-O: da rua Polna a rua Północna, N-S: da rua Brzeska até limite da cidade, até a altura da rua Madler)
- Młodych (blocos BSM “Zgoda”, WAM, ZGL)
- Na Skarpie (casas geminadas, blocos de apartamentos e prédios baixos entre a rua Łukaszyńska e a escarpa do rio Krzna)
- Parkowe (blocos BSM “Zgoda” perto do parque “Zofilas”)
- Podmiejskie (blocos de apartamentos perto de Podmiejska, Janowska e do anel viário)
- Piastowskie (blocos BSM “Zgoda”, entre as ruas Warszawska, Spółdzielcza e Artyleryjska)
- Pieńki (oeste das ruas Jodłowa e Świerkowa)
- Rataja (casas geminadas densamente construídas, N-S: da rua Podmiejska até o anel viário, L-O: da rua Żeromskiego até a borda leste dos edifícios)
- Sitnickie (prédios baixos entre as ruas Sworska, Glinki, Królowej Jadwigi, Radziwiłłowska e o anel viário)
- Glinki (prédios baixos entre as ruas Sworska, Glinki, Akademicka e o anel viário)
- Sławacińskie (prédios baixos entre as ruas Warszawska, Park Radziwiłłowski, o vale do rio Krzna até a limite da cidade com Stary Sławacinek)
- Słoneczne Wzgórze (desenvolvimento compacto de um conjunto habitacional de casas isoladas, entre a linha ferroviária, a rua Daleka, o vale do Krzna até o limite da cidade com Porosiuki)
- Wola (blocos, especialmente quarteirões ferroviários e edifícios baixos, N-S: da rua Sidorska até a linha ferroviária, L-O: da avenida J.P. II até a rua Łomaska)
- Za Torami (desenvolvimento compacto de um conjunto habitacional de casas isoladas, entre a linha ferroviária, rua Lubelska, rua Żwirki i Wigury e as áreas da antiga Unidade Militar 5058)
- Żwirki i Wigury (edifícios baixos mais dispersos, entre as ruas Graniczna, Lubelska, Żwirki i Wigury e as áreas da antiga Unidade Militar 5058)

## Estrutura da prefeitura

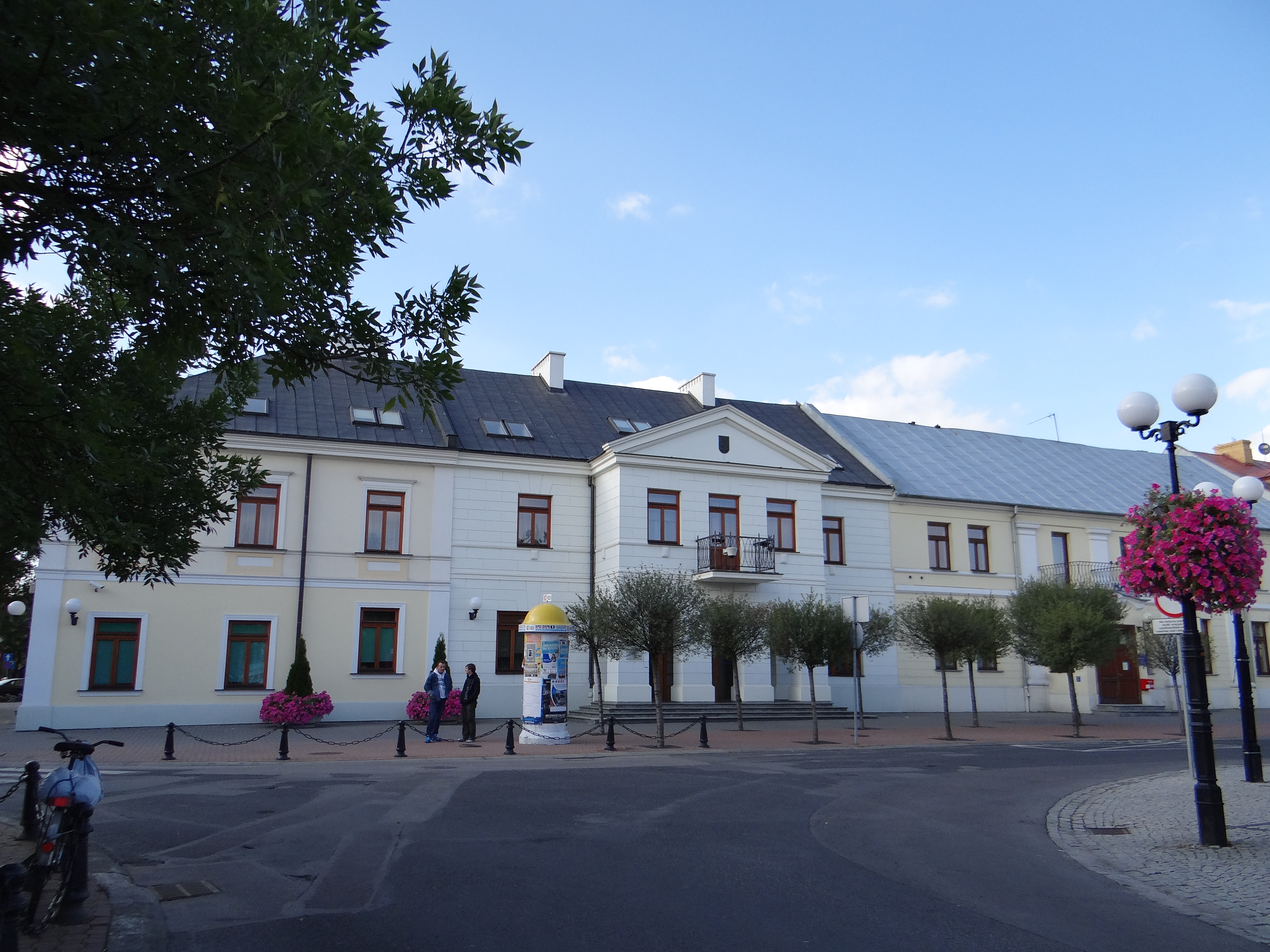
Prefeitura em Biała Podlaska

Presidente da cidade
- Michał Litwiniuk

Primeiro vice-presidente
- Maciej Buczyński

Segundo vice-presidente

## Segurança

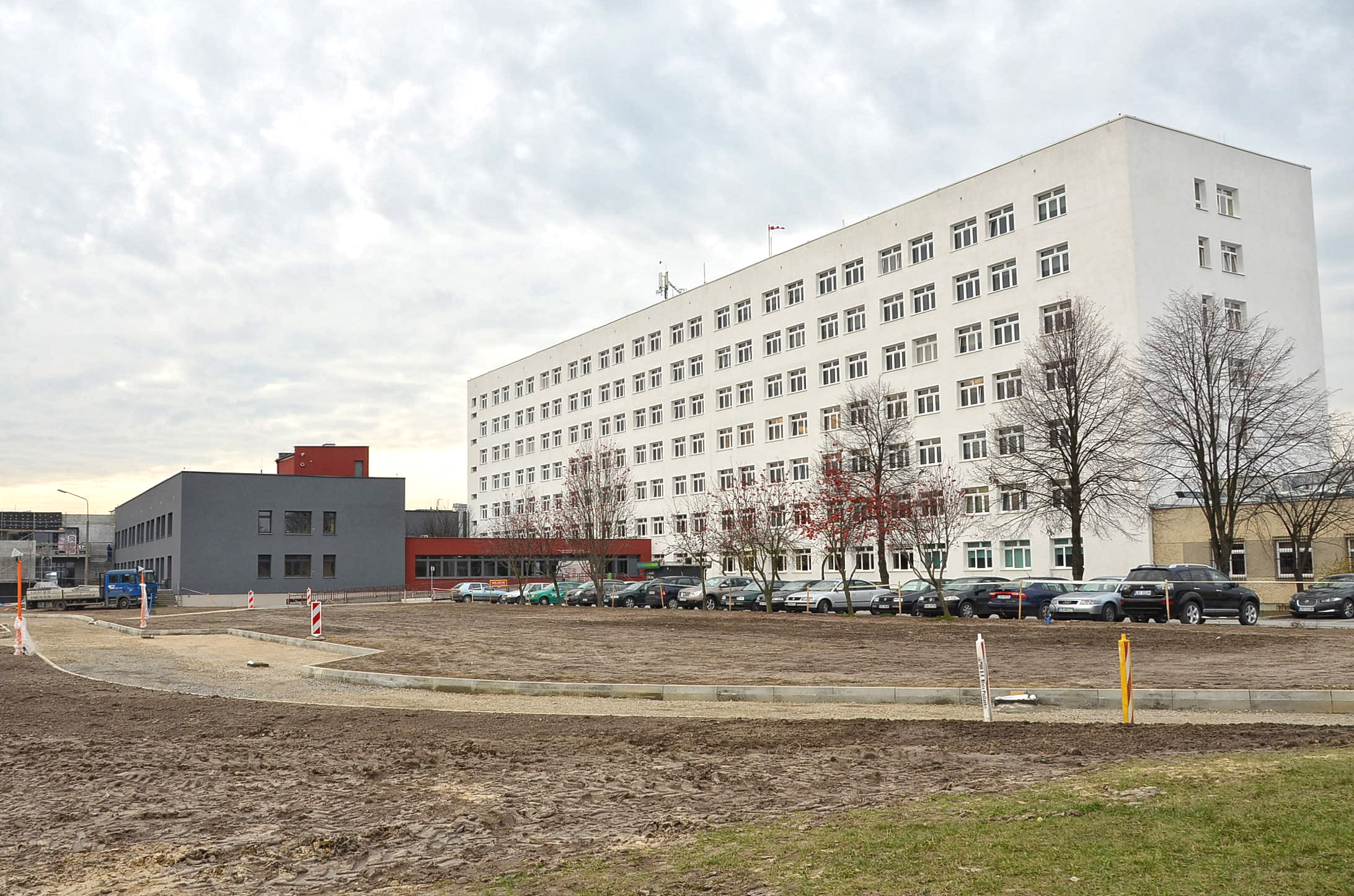
Hospital Provincial Especializado em Biała Podlaska (em expansão)

### Monitoramento
Existe um sistema de monitoramento municipal em Biała Podlaska. Atualmente, existem 10 câmeras localizadas no centro da cidade. O sistema será ampliado e a Polícia Municipal é responsável por sua operação.

### Assistência médica
O Hospital Especializado Provincial e 10 clínicas de cuidados primários da saúde operam na cidade. Além disso, há uma enfermaria do Ministério do Interior e Administração, clínicas particulares e 26 farmácias na cidade.

### Serviços uniformizados

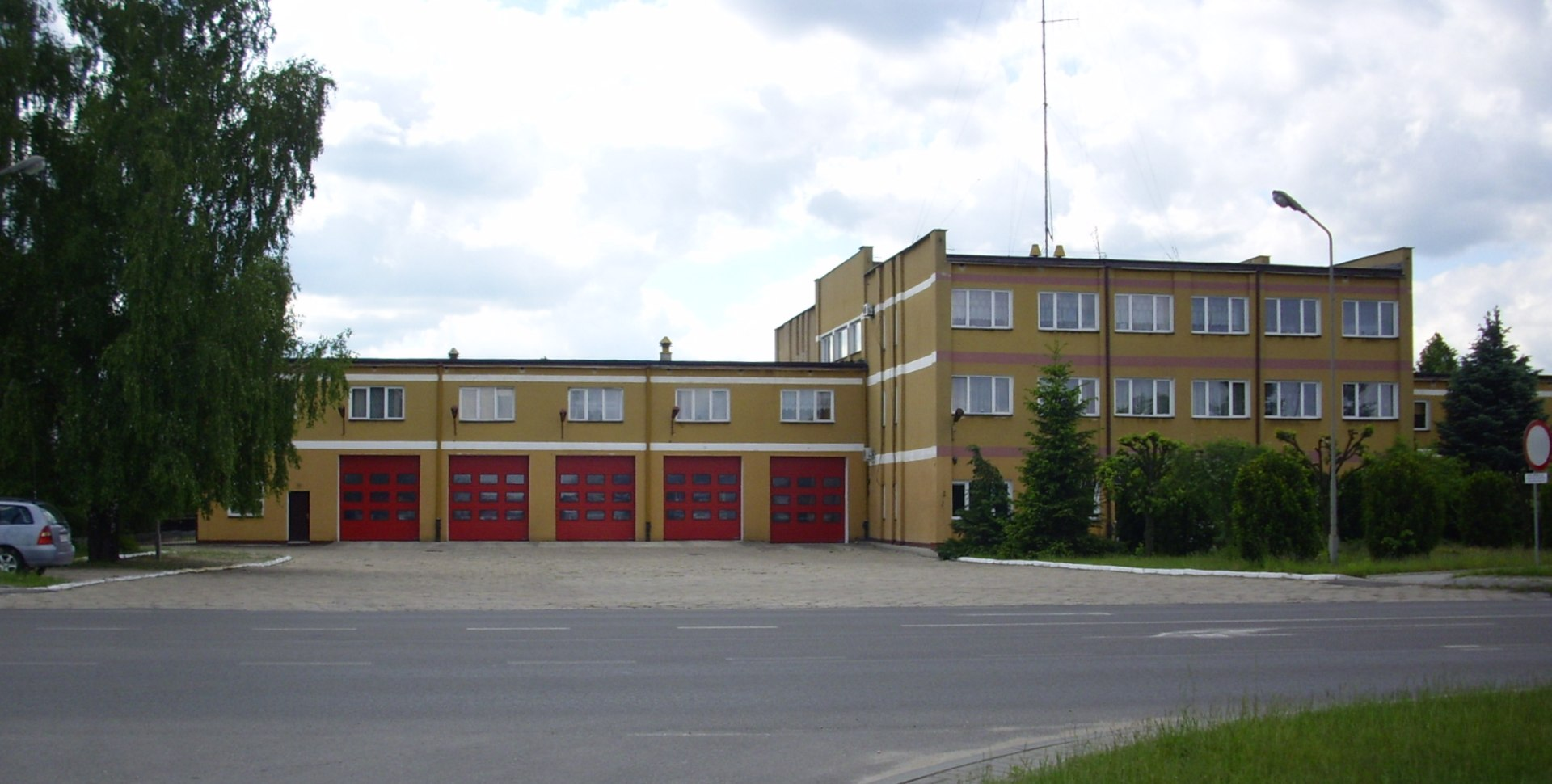
Sede Municipal do Corpo de Bombeiros Estatal (antes da reforma)

Na cidade existe a Sede da Polícia Municipal, localizada na praça Wojska Polskiego 23. A cidade também possui sua própria guarda municipal. Desde 1898, na rua Prosta 33, há um presídio no centro da cidade, que atualmente emprega mais de 100 agentes do Serviço Prisional.
A segurança contra incêndio é de responsabilidade da Sede Municipal do Corpo de Bombeiros Estatal, localizada na rua Sidorska 93.
Na rua Dokudowska 19, há um Posto de Guarda de Fronteira e há um Centro para Estrangeiros administrado pela Unidade de Guarda de Fronteira do rio Bug.
Na rua Celników Polskich 21 existe uma Câmara Aduaneira. A área de atuação da Câmara Aduaneira é a área da voivodia de Lublin e o trecho mais longo da fronteira terrestre da União Europeia. A Câmara Aduaneira de Biała Podlaska é responsável por três estâncias aduaneiras em Biała Podlaska, Lublin e Zamość. É uma das maiores Câmaras Aduaneiras da Polônia (emprega aproximadamente 1 800 funcionários).

## Recepção da estação RTV

### Transmissores localizados em Biała Podlaska
Biała tem três estações de transmissão a partir das quais são realizadas transmissões de rádio e TV:
- RTON Biała Podlaska na rua Warszawskiej[74]
- RON Biała Podlaska na avenida Solidarności[75]
- TON Biała Podlaska – transmissor localizado no edifício do Hospital Provincial Especializado[76]

### Outros transmissores que atendem a cidade
O transmissor mais importante que apoia a cidade de Biała Podlaska é o RTCN Łosice em Chotycze, localizado a aproximadamente 30 quilômetros da cidade. A força e a qualidade do sinal na cidade são ótimas. A instalação pode ser observada da parte norte da cidade.

## Comunidades religiosas

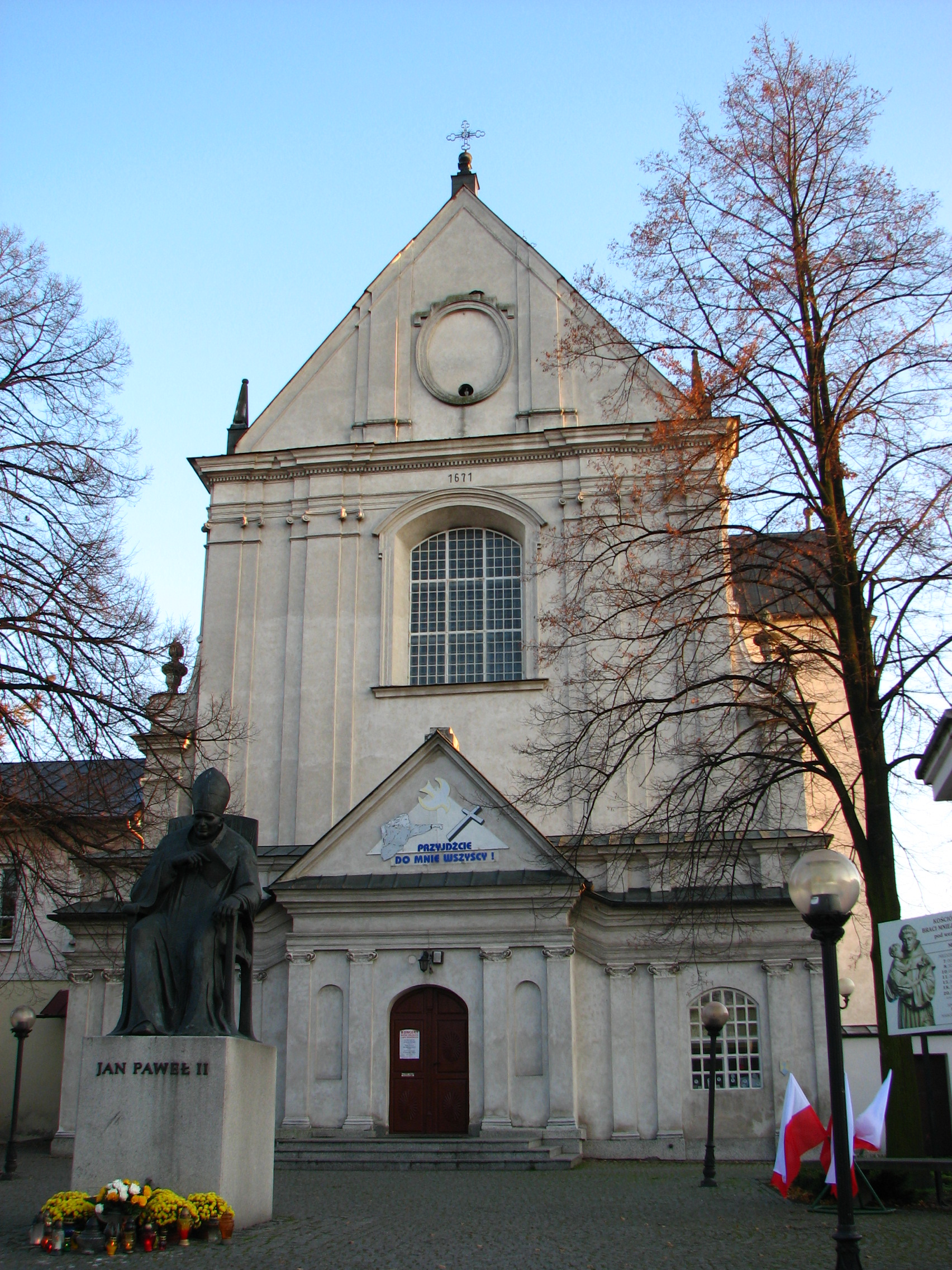
Igreja de Santo Antônio

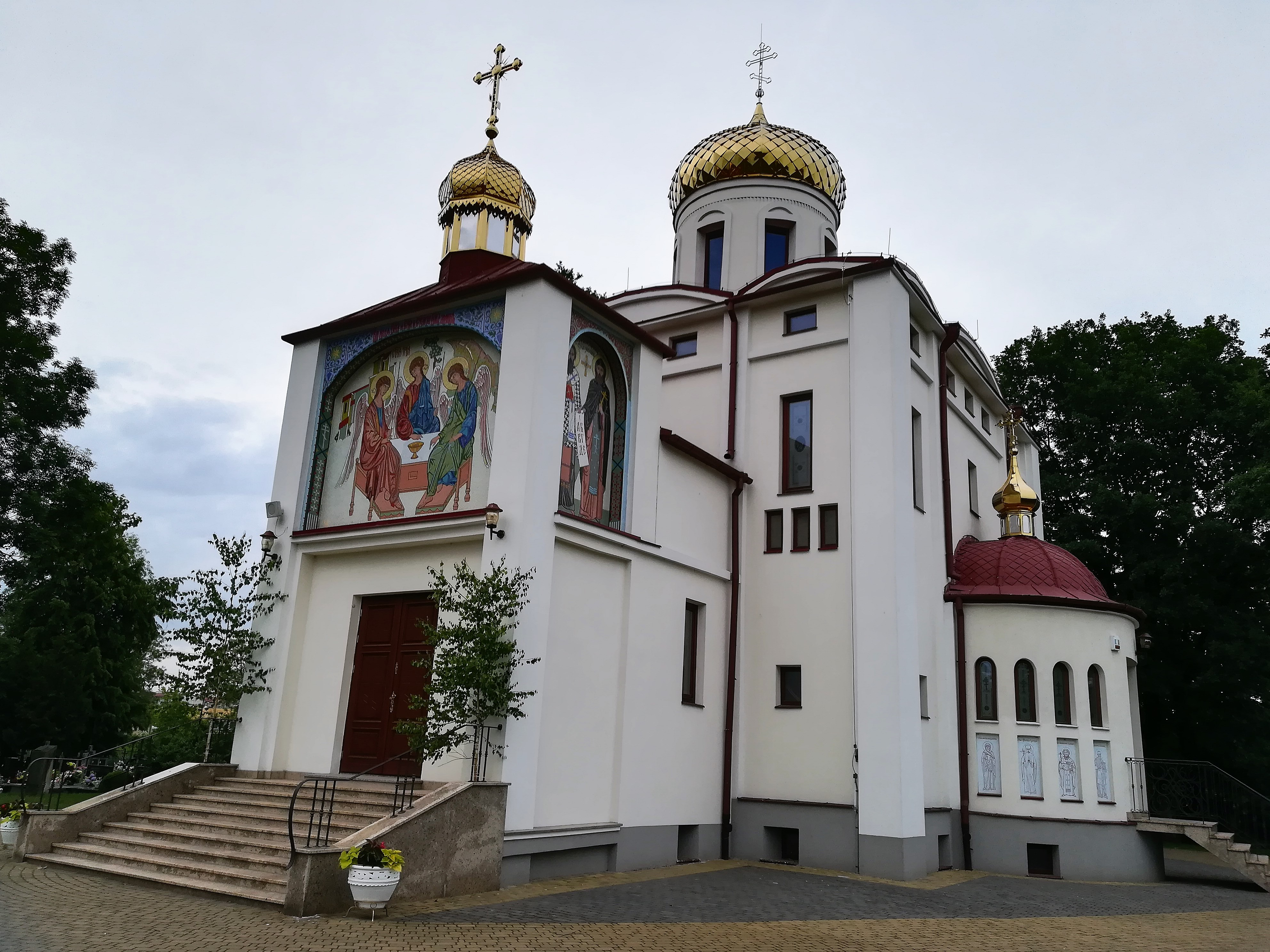
Igreja ortodoxa dos Santos Cirilo e Metódio na rua Terebelska 19

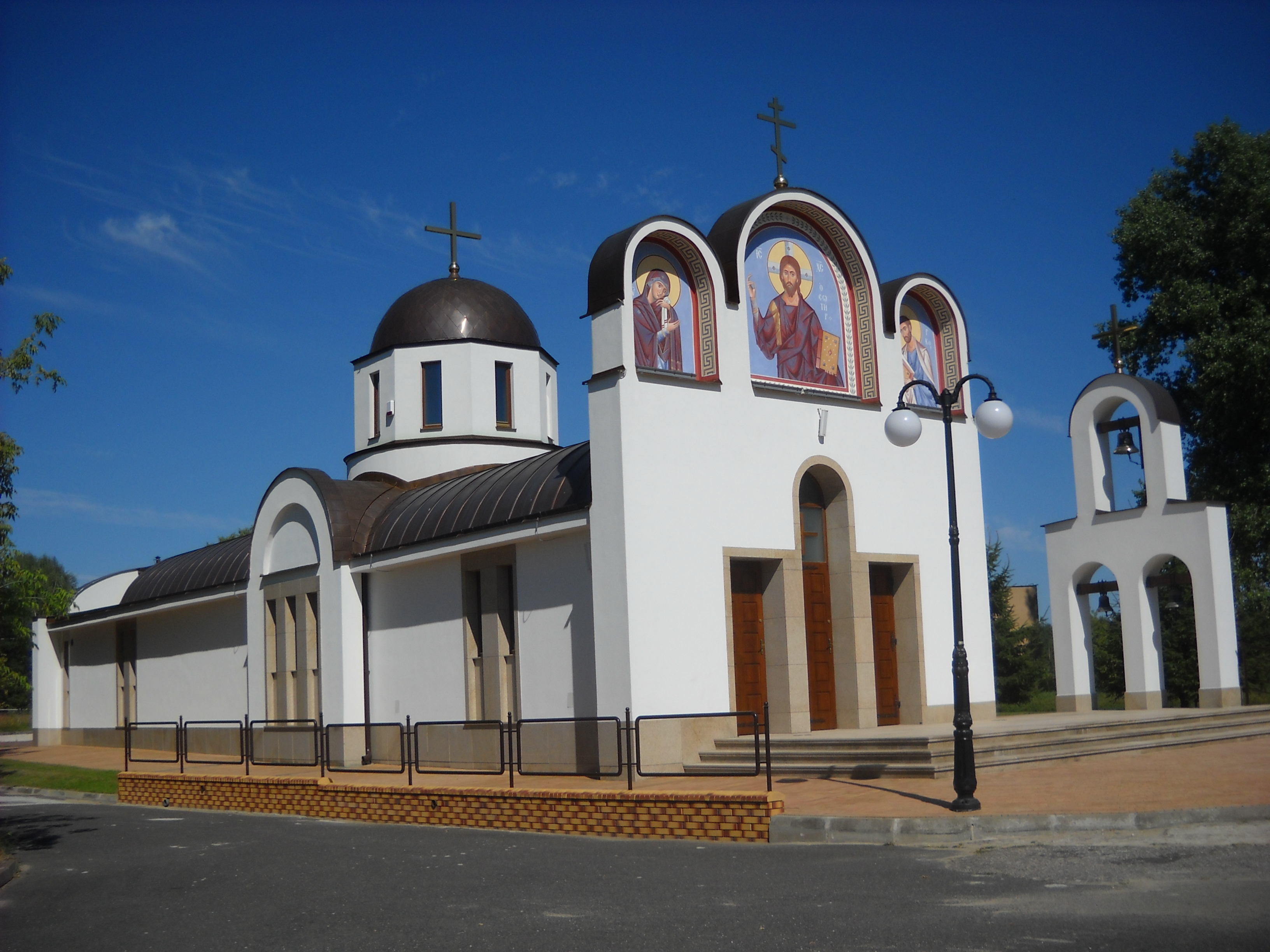
Guarnição ortodoxa e igreja civil de São Marcos, o Evangelista

### Catolicismo

#### Igreja Católica de Rito Latino
- Forania de Biała Podlaska - Norte:
  - Paróquia de Santa Ana (igreja de Santa Ana)[78]
  - Paróquia do beato Honorat Koźmiński (igreja do beato Honorat Koźmiński)[79]
  - Paróquia de São Miguel Arcanjo[80]
  - Paróquia da Natividade da Bem-Aventurada Virgem Maria (igreja da Natividade da Bem-Aventurada Virgem Maria, igreja de Santo Antônio)[81]
- Forania de Biała Podlaska - Sul:
  - Paróquia da Assunção da Bem-Aventurada Virgem Maria[82]
  - Paróquia de Cristo Misericordioso[83]
- Forania do ordinariato da Força Aérea do Exército Polonês:
  - Paróquia militar de São Casimiro, o Príncipe[84][85]

### Ortodoxia

#### Igreja Ortodoxa Polonesa
- Forania Biała Podlaska - diocese de Lublin-Chełm:
  - Paróquia dos Santos Cirilo e Metódio (igreja dos Santos Cirilo e Metódio)[86]
  - Paróquia do Mártir Serafim (Ostroumow) (igreja de São Marcos)[86]
- Ordinariato ortodoxo do Exército Polonês:
  - Paróquia de São Marcos (igreja de São Marcos)[87]

### Protestantismo

#### Igreja de Cristo
- Igreja de Cristo “Salvação em Jesus”[88]

#### Igreja Batista
- Instalação missionária em Biała Podlaska.[89]

### Restauracionismo

#### Testemunhas de Jeová
- Congregação Biała Podlaska – Sul (incluindo o grupo de língua russa);
- Congregação Biała Podlaska – Norte (Salão do Reino, rua Narutowicza 99).

## Esporte e lazer
Devido à Secretaria de Educação Física estar localizada na cidade, o esporte desempenha um papel importante na vida municipal.

### Associações e clubes
- AZS-AWF Biała Podlaska – handebol, basquete, atletismo, ginástica, natação, vôlei, levantamento de peso
- MKS PODLASIE Biała Podlaska – futebol masculino
- AZS PSW Biała Podlaska – futebol feminino, handebol masculino
- Bialskopodlaski Klub Jeździecki – equitação
- UKS TOP-54 – futebol masculino, handebol, corfebol, líderes de torcida, bilhar
- UKS Piątka plus – handebol para meninas e meninos, bilhar
- UKS Jagiellończyk – futebol, atletismo, ginástica, vôlei feminino
- UKS Orlik-2 – basquetebol feminino, futebol masculino
- UKS Serbinów (voleibol masculino)
- SKS Szóstka (voleibol feminino)
- UKS Olimpia – basquete, taekwon-do, futebol
- UKS Kraszak – handebol masculino, basquete
- UKS TATAMI – seção de judô
- Międzyszkolny Klub Sportowy ŻAK – atletismo, natação, acrobacias esportivas, taekwondo
- Klub Żeglarski Biała Podlaska – vela interior e marítima, formação para graus de vela
- Bialski Klub Sportowy GEM – tênis
- Klub Sportowy Zakład Karny – voleibol masculino
- Bialski Klub Karate Kyokushin – artes marciais (kyokushin e boxe tailandês)
- Klub Sportowy Wushu – artes marciais
- WOPR Biała Podlaska
- Automobilklub bialskopodlaski
- Bialski Klub Rowerowy – turismo de bicicleta, organização de passeios de bicicleta e eventos
- Bialskie Stowarzyszenie Koszykówki “KADET” – basquete para meninos e meninas
- Dziki Wschód Biala Podlaska – MMA
- Klub Sportowy Kontra Biała Podlaska – dança para crianças, adolescentes e adultos

### Instalações esportivas
A cidade tem uma base esportiva excepcionalmente desenvolvida, incluindo:
- 4 estádios esportivos
- 2 piscinas
- Quadras de tênis
- Pista de gelo

Suas instalações também são disponibilizadas pela Universidade de Educação Física de Biała e escolas locais.

### Recreação e lazer
Os pontos de lazer e lazer da cidade incluem:
- Complexo palácio-parque Radziwiłł
- Parques
- Praça Wolności no centro da cidade
- Praça entre a rua Terebelska e a rua Władysława Jagiełły
- Ciclovias